# Scriptorium

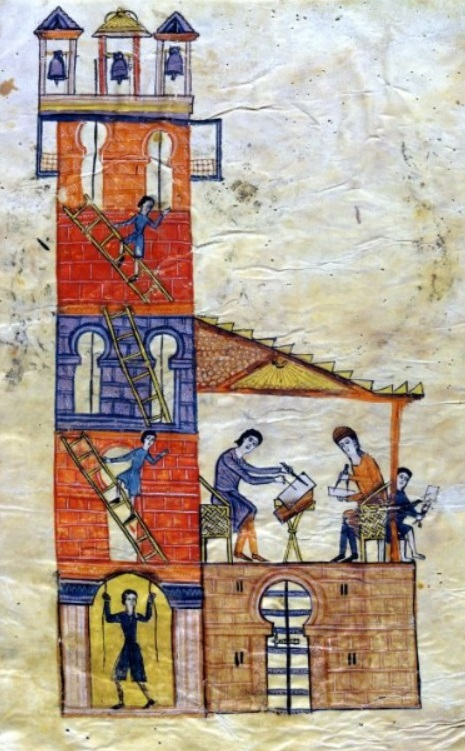
Iluminura do século XII representando a torre e o scriptorium do mosteiro de São Salvador de Tábara, na Espanha

Scriptorium (AFI: [scriptorium]  ouvir) (no plural scriptoria) é o espaço onde os livros manuscritos eram produzidos na Europa durante a Idade Média. Ainda é incerta a origem dessa acepção da palavra e se sabe que, ao longo da história, diferentes usos foram dados para o termo: ele chegou a designar as ferramentas de escrita, o local de produção, o conjunto de uma obra, uma coleção de livros de algum monastério — o que mostrava sua proximidade com as bibliotecas — ou ainda mesas de trabalho associadas à atividade escriturária. Até meados do século XI, os scriptoria, enquanto espaços de produção livreira, eram encontrados dentro das catedrais e monastérios. Acredita-se que apenas as instituições que contavam com boas condições materiais poderiam ter um número suficiente de monges ou freiras empenhados na escrita, de tal forma que trabalhos necessários para a sobrevivência da instituição monástica, como a agricultura e a criação de animais, não fossem prejudicados por falta de pessoas. Porém, a partir do renascimento do século XII, com o desenvolvimento do ambiente urbano e o surgimento das universidades, a importância das instituições eclesiásticas na produção de conhecimento foi descentralizada. No mesmo período, catedrais, abadias e conventos passaram a compartilhar o protagonismo na produção manuscrita com ambientes mais laicos ou corteses. Isso ocorre na Península Ibérica, quando Afonso I de Portugal e Afonso X de Leão e Castela contavam com equipes de amanuenses que trabalhavam para coordenar, pela palavra escrita, os projetos políticos e culturais de seus respectivos reinos.
Para que os amanuenses pudessem escrever eram necessárias diversas ferramentas e produtos: a pedra-pomes, que servia para polir o pergaminho; as penas, que serviam como ferramenta para escrever; e as tintas, que deixavam as marcas da escrita sobre os pergaminhos. As etapas da produção do livro na Idade Média iam desde a criação de animais para retirada do couro, que passaria por diversos procedimentos até virar um pergaminho, até intervenções que o transformariam em um suporte apropriado para a escrita. As tintas também deveriam ser produzidas. Depois que as tintas, a pena e o pergaminho estivessem prontos, um ou mais copistas poderiam trabalhar na escrita de um manuscrito. A produção era coordenada por algum monge ou freira, chamados geralmente de "bibliotecários", pois teriam acesso à biblioteca e escolheriam os livros a serem copiados. As produções ainda deveriam contar com um copista, que escrevia e delimitava os espaços destinados à escrita, às iluminuras, miniaturas e rubricas. Esta cadeia de produção dos manuscritos, junto ao desenvolvimento urbano e cultural a partir do século XII, passou por transformações que a integraram no mercado do livro, ligado à criação e comércio do pergaminho. A partir do século XIII, o mercado do livro integrado nas rotas de comércio faz circular desde o mundo muçulmano a invenção chinesa do papel, que era mais barato e tinha uma produção menos penosa.
Nos scriptoria, trabalhavam monges e freiras copistas, alguns dos quais ficaram conhecidos por conta de seus trabalhos e são estudados e recuperados nos dias de hoje. Atualmente, nomes como Florêncio de Valeranica, Herrard de Landsberg e Cristina de Pisano são considerados artistas por conta de seus trabalhos como iluminadores, compiladores e escritores de manuscritos no medievo. Porém, nem só de lindas obras e reconhecimento viviam os amanuenses: os erros que cometiam, em razão do penoso trabalho, aliados a diversos outros motivos, rondavam aqueles que trabalhavam escrevendo. Estes erros, inclusive, foram considerados como obra de um demônio conhecido como Titivillus, que assombrava os copistas, induzindo-os a erros que, por vezes, eram bastante embaraçosos.
Os scriptoria desenvolveram-se até chegarem aos locais de produção dos mais diversos produtos feitos em conjunto, como é o caso dos ateliês, onde uma ou mais pessoas organizavam a produção de manufaturados, como pinturas e obras de arte. Também há menções aos scriptoria na cultura popular: filmes, seriados e animações ainda inspiram-se nos mistérios dos scriptoria medievais, tal sua importância para o acesso atual ao conhecimento escrito dos tempos mais antigos da história. 

## Oscriptoriumna História

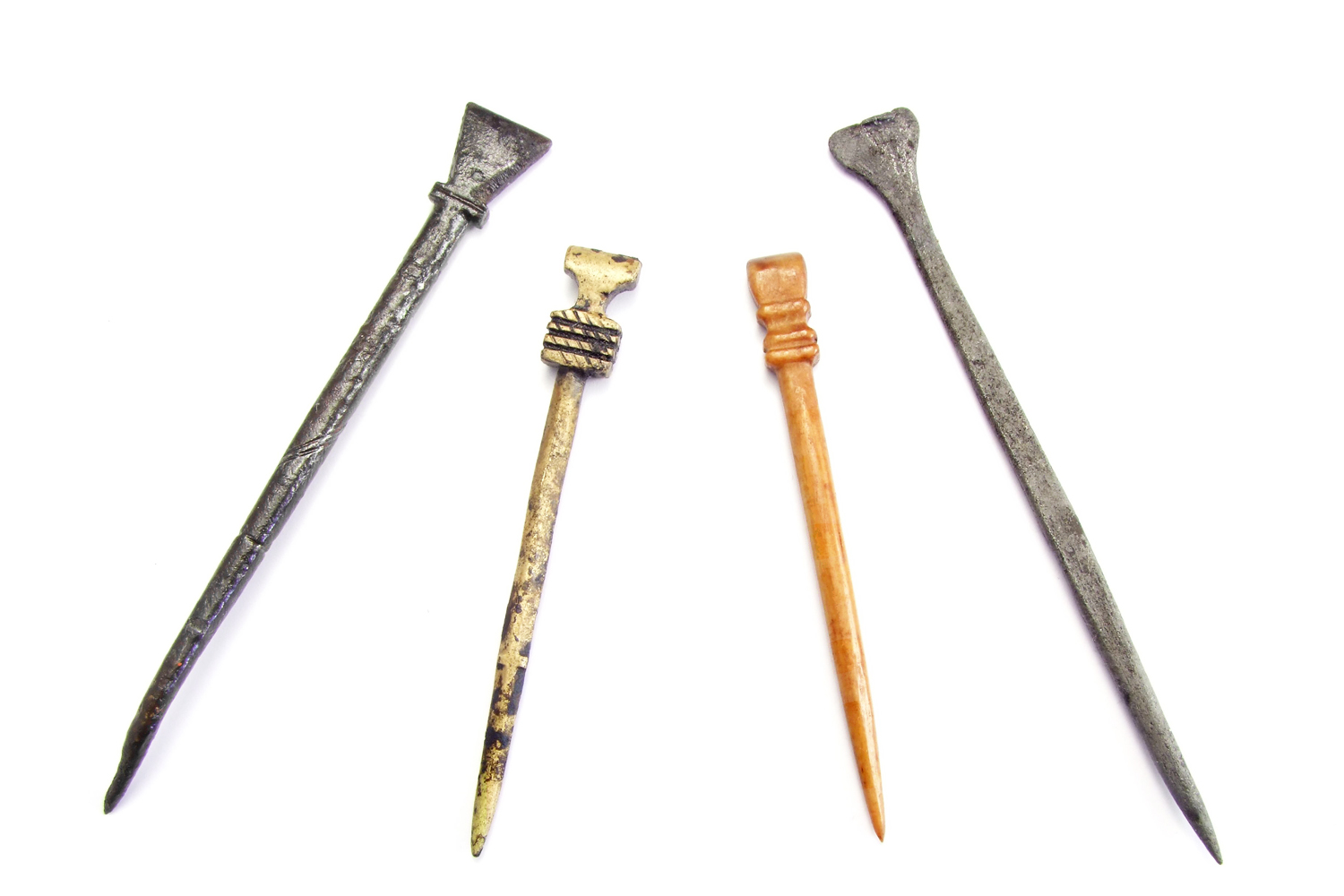
Quatro exemplos de como eram os estiletes chamados de scriptoria por Isidoro de Sevilha

O filólogo Du Cange foi o primeiro a compilar excertos de autores medievais que utilizavam o termo scriptorium para designar um espaço no qual se praticava a escrita. Du Cange lembra os registros de Elfrico de Eynsham, Adelardo de Bath e Pedro Abelardo entre outros nomes menos conhecidos. A existência de um lugar de escrita dentro dos mosteiros é atestada no poema 126 de Alcuíno de Iorque, assim como em outros registros do século XII francês associados a Simon de Tournai.
A origem do significado de scriptorium como um lugar de escrita é no entanto obscura. Nas Etimologias, grande enciclopédia da Antiguidade Tardia, Isidoro de Sevilha usava scriptorium para chamar o estilete, uma ferramenta de metal utilizada na escrita em tábuas de cera.
Ainda é incerto quantos monastérios ou catedrais possuíam um espaço destinado à leitura e à escrita de livros manuscritos na Idade Média e ainda que saibamos onde eles tenham existido, é difícil saber se os livros presentes em suas bibliotecas foram comprados, trocados ou feitos no local, já que as informações em relação à autoria de grande parte destas cópias é precária.
A palavra também pode estar ligada aos lugares onde algum escrivão ou nobre fazia seus registros. No final da Idade Média, scriptorium poderia fazer referência a uma pequena sala ou mesmo à mobília que acompanhava o monarca por onde ele andava. Na corte de Avis, no século XV, sabemos que D. Pedro de Coimbra mandou construir uma sala "scriptorio", a qual adornou com pinturas de filósofos e de profetas.
Na época contemporânea o termo também possui diferentes significados. Muitas vezes scriptorium é mencionado na literatura acadêmica como forma de chamar os produtos amanuenses, e não o local de produção em si. Por outras vezes, encontramos o termo designando a totalidade da obra de um monastério, de uma chancelaria real ou, com mais frequência, de um autor. Há estudos recentes que tratam o scriptorium não como um lugar específico, mas como uma atividade geral de cópia, de tradução ou de estudo e de composição de obras manuscritas.

### Usos dados à palavrascriptoriumna História
- Espaço para a produção de livros manuscritos.[1]
- Lugar de escrita dentro dos mosteiros.[2]
- Estilete utilizado para escrever em tábuas de cera.[2]
- Lugar onde um escrivão ou nobre fazia seus registros.[4]
- Produtos do trabalho dos monges amanuenses.[2]
- A totalidade da obra escrita de um monastério, chancelaria real ou autor.[2]
- Atividade de cópia, tradução, composição ou estudo obras manuscritas.[5]

## As regras monásticas e o trabalho de escrita

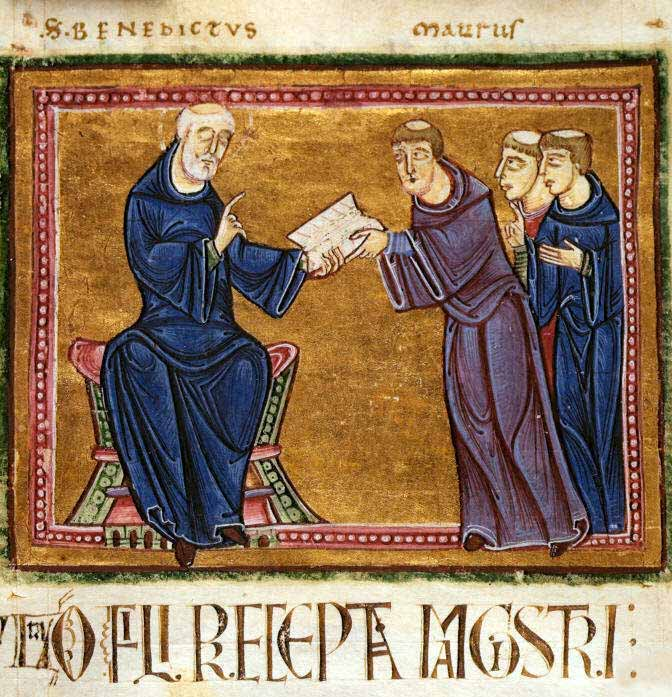
São Bento entregando a regra para os monges beneditinos. Nimes, França, 1129

Muitas regras monásticas incentivavam a escrita por parte de seus monges amanuenses. As regras de Santo Agostinho e de São Bento, por exemplo, pregavam a necessidade da realização das leituras orantes, divididas em diferentes modalidade e horários. As leituras litúrgicas, que eram as leituras dos textos da bíblia e as leituras espirituais, eram realizadas de forma coletiva ou individual e tinham a intenção de inspirar os monges a seguir o caminho dos padres e mártires da Igreja Católica. Acredita-se que a escrita por parte dos monges agostinianos e beneditinos tenha origem na necessidade de armazenamento de livros, imposta pelo hábito da leitura, somado ao alto preço que se pagava pelos livros na Alta Idade Média e os momentos de dificuldade material que passavam os monastérios no início do medievo.
A regra de São Pacômio é um exemplo, na Antiguidade Tardia, de incentivo às práticas de leitura e escrita. Todo monge que se pretendesse pacomiano deveria saber ler e escrever, podendo ser alfabetizado dentro do ambiente monástico. No século VI, Ferréol d'Uzès escreveu em sua regra que aquele que não trabalhasse na terra, com as mãos no arado, deveria ocupar as suas mãos escrevendo com a tinta no pergaminho.
Na Hispânia visigótica, as regras também indicavam a importância da prática de escrita entre os monges. Na Regula Monachorum, Isidoro de Sevilha estipulava que nenhum converso deveria ser aceito no cenóbio sem antes prometer por escrito se estabelecer nele permanentemente.
Também há evidências da importância da leitura e da escrita nos mosteiros das Ilhas Britânicas durante o período da Heptarquia. Na regra de São David, preservada por Rhygyfarch, encontramos menção ao papel da redação no cotidiano da comunidade. Segundo o tópico 23 dessa regra, após o trabalho fora do mosteiro, os monges retornavam às celas, gastando o resto do dia e chegando a adentrar a noite em leituras, escritas e orações.

## Osscriptorianos mosteiros
Os scriptoria monásticos se caracterizaram pela transcrição de escritos relacionados à Igreja Católica como a Bíblia, textos de Padres ou santos, relacionados à moral, missas e regras monásticas. Além destes tipos de obras, os monges copistas também copiavam obras de literatura, ciência e filosofia antiga, com o intuito de preservar o conhecimento. O trabalho dos monges copistas fazia parte de uma série de funções a serem exercidas dentro de um mosteiro e era considerado um trabalho feito pela via espiritual, sendo os scriptoria o lugar onde os monges se armavam espiritualmente para a vida cotidiana.

### São Bento

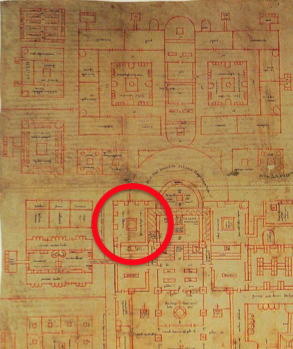
Planta da Abadia de São Galo, indicando a localização do scriptorium

A Ordem de São Bento tem como documento fundador a Regra de São Bento, que serviu de guia para a construção de abadias e mosteiros que seguiam seus ensinamentos. Em seus scriptoria, os monges beneditinos copiaram tratados antigos sobre agricultura, astronomia, biologia, botânica e música. Sabe-se que a cópia de livros chegou a ser uma das principais ocupações dos beneditinos. Não havia menção, na regra de São Bento, à necessidade de escrever ou de copiar textos. As cópias dos textos foram realizadas a partir das necessidades de leitura e da transformação dos mosteiros beneditinos em centros tradicionais de estudos sobre a vida de Jesus Cristo. Os livros foram copiados para que pudessem durar para a posteridade e para que a vida espiritual dos monges fosse aprimorada através do estudo das escrituras sagradas. Foi na abadia de Monte Cassino que São Bento escreveu sua regra, em 529. Monte Cassino é considerada uma espécie de metrópole das abadias e, no século XI, sob o comando dos abades Desidério e Oderico, atingiu o auge da produção de seus livros. Foi nesta época que Monte Cassino se tornou a mais importante produtora de livros da Itália, que ficaram conhecidos pelas elaboradas decorações que seus monges faziam, sendo também considerada um centro que zelava pela cultura artística. Sabe-se que em Monte Cassino foram compiladas obras de Platão, Aristóteles, Cícero e Virgílio.

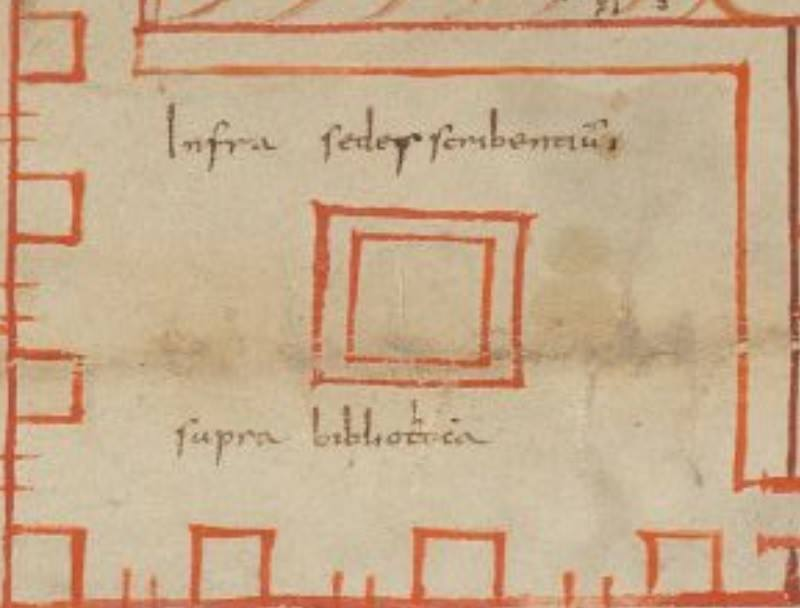
Detalhe do plano da Abadia de São Galo, no qual se pode ler: Infra sedex scribentum / supra biblioteca.

O principal documento sobre a organização da produção manual dos livros nos mosteiros é a planta baixa da Abadia de São Galo, na Suíça. Nela consta o desenho de uma sala com uma mesa central e sete assentos. Acredita-se que esse modelo de scriptorium enquanto sala retangular com sete cadeiras próximas às janelas tenha servido de parâmetro para outros monastérios beneditinos. Em um período onde a iluminação artificial era cara e precária, uma fonte de luz natural próxima ao copista era essencial. No centro do scriptorium ficava uma grande mesa quadrada, onde provavelmente deixavam-se os materiais utilizados pelos escribas. Acima desta sala encontrava-se a biblioteca, onde eram organizados os manuscritos que seriam reproduzidos e aqueles que já haviam sido produzidos pelos copistas residentes no monastério.

### São Bernardo
A abadia de Claraval foi criada por São Bernardo às margens do rio Aube, na França, em 1115, e seguia a ordem de Cister. A abadia é conhecida pelo seu scriptorium e pela tradição de armazenamento de livros em sua biblioteca. No século XIII, seu scriptorium esteve no ápice, sendo que a maioria dos livros contidos na biblioteca da abadia eram cópias realizadas por seus próprios monges. Além dos textos sagrados, livros de história, filosofia, matemática e medicina foram copiados em Claraval. Outra atividade do scriptorium de Claraval era a tradução de textos do latim e do grego para o vernáculo.

### São Columbano
No ano de 614, São Columbano fundou a abadia de Bobbio, na província de Placência, Itália. Entre os séculos VII e XII, esse centro monástico transformou-se em um dos mais importantes da Europa. Muito de sua fama advém de seu scriptorium, cujo catálogo inclui mais de 700 códices. Neles estão 25 dos 150 manuscritos mais antigos da literatura latina. A vasta produção do scriptorium de Bobbio contava com o trabalho de monges irlandeses que introduziram a arte hiberno-saxônica na Itália, além de um sistema de abreviaturas próprio.

### São David
O Saltério de Rhygyfarch cita São David como o fundador do mosteiro da Abadia de Glastonbury. Embora existam menções a atividades de produção escrita desde ao menos a época de Ine de Wessex, no século VII, é no século X, quando Dunstano foi abade, que o scriptorium de Glastonbury começa a produzir com frequência regular. Uma biografia do século XI descreve Dunstano como um copista e um iluminador, alegando que o abade era muito habilidoso no desenho de imagens e em formar letras. Dunstano, além de incentivar a produção de livros no scriptorium, também atuou junto à biblioteca do mosteiro no sentido de estabelecer uma política de aquisição de livros. No século XII, a coleção entesourada impressionou o viajante, conhecedor de livros e historiador Guilherme de Malmesbúria por conta de sua beleza e antiguidade.

### São Fruela
| |  |  |
| À esquerda, imagem do Beato de Tábara (968-970) atribuída a Emetério, na qual se vê a antiga torre moçárabe. À direita, aparência atual de São Salvador de Tábara, com a torre românica e sem o pequeno scriptorium de madeira. |  |  |

No final do século IX, São Fruela fundou o monastério de Tábara, com o apoio do rei Alfonso III. A história da fundação desse mosteiro foi intercalada na Bíblia de Leão de 920, de João, o Diácono, amanuense que copiava escrituras diversas, como cédulas reais e livros litúrgicos. João registrou nessa obra uma biografia de São Fruela, a quem conheceu pessoalmente. Nela nos conta que em 920 existia um cenóbio na região de Tábara, o qual estava sob a influência do rei das Astúrias. A região era estratégica para a reconquista e o repovoamento da região de Zamora. O mosteiro ficou conhecido por seu scriptorium, responsável por produzir aqueles que são considerados os mais belos exemplares da série dos Beatos. É provável que tenha sido entre 940 e 945 que um monge do monastério de Tábara chamado Magio trabalhou no chamado Beato de São Miguel. Protótipo de outros Beatos, a obra está atualmente na Biblioteca e Museu Morgan de Nova Iorque.
Consta em documento de doação de Dona Sancha aos Templários que o mosteiro foi destruído nas incursões do califa Almançor por volta de 988. A torre original, tal como conhecida através das iluminuras, foi substituída por uma torre românica construída no século XII. Ainda assim, algumas características moçárabes permaneceram na estrutura, como os capitéis e os arcos de ferradura.

### São Martinho
Em 555, na Calábria, Cassiodoro fundou um monastério dedicado a São Martinho. Nele, cultivou um viveiro de peixes que deu nome à localidade. O assim chamado monastério de Vivário tinham como principal objetivo aprofundar os conhecimentos sobre a Bíblia e se tornou um centro de estudos do livro sagrado cristão. Cassiodoro também se dedicou ao estudo de obras pagãs e da Antiguidade Clássica como forma de complementar os estudos em relação à Bíblia. Em seu mosteiro, a biblioteca era o principal espaço a ser cultivado e os escribas tinham posição diferenciada. A fama e competência de seu scriptorium foram tão grandes que autores e estudiosos iam até a Itália para buscar livros copiados e escritos em Vivário.

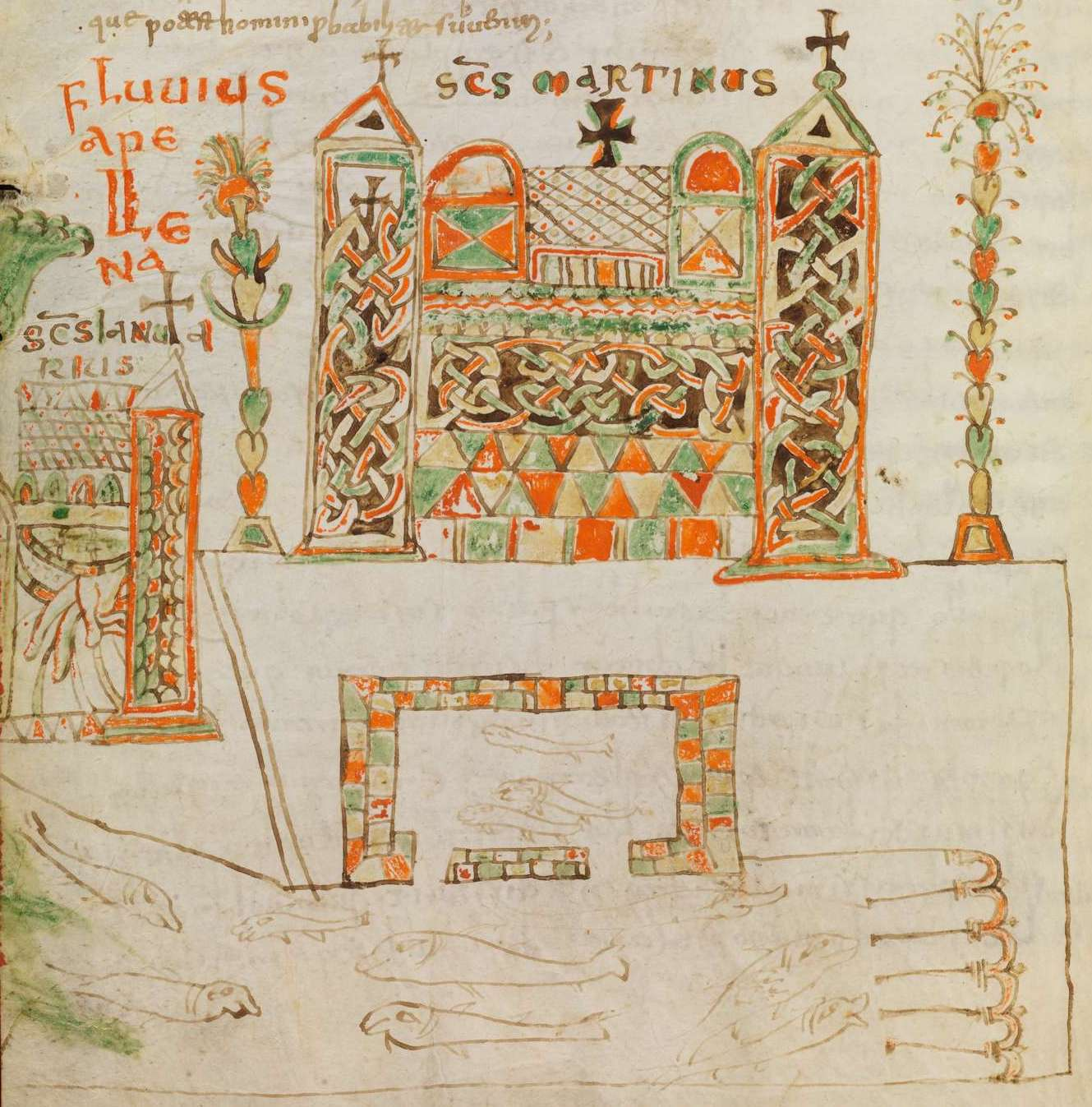
Iluminura das Institutiones, de Cassiodoro, na qual se pode notar o viveiro de peixes à frente do mosteiro (Vivário)

A principal obra do scriptorium do monastério de Vivário são as Instituições (Institutiones), atribuídas a Cassiodoro. Elas tinham como objetivos normatizar o trabalho na biblioteca e servir de fonte para acesso dos monges, como plano de estudo. A obra é dividida em dois livros, que trazem uma relação dos manuscritos encontrados na biblioteca de Vivário e também um diário de trabalho de Cassiodoro. O monastério de Vivário é considerado uma verdadeira academia, pois lá as escrituras sagradas eram estudadas e textos eram traduzidos do grego para o latim.

### São Pedro
O monastério de Valeranica tinha recursos suficientes para obter um espaço específico para a produção dos livros manuscritos, armazenar uma grande biblioteca e ter um sistema de ensino e aprendizagem. Florêncio de Valeranica trabalhou nesse monastério e ficou conhecido como príncipe dos calígrafos espanhóis por causa da grande qualidade de suas iluminuras. A Bíblia de Leão de 960, Comentário aos Salmos de Cassiodoro, Morália em Jó (Moralia in Iob) de Gregório Magno e a Bíblia de 943 estão entre as principais obras produzidas no local. O scriptorium de Valeranica esteve entre os principais centros receptores e criadores de livros manuscritos durante a Alta Idade Média. O sucesso desse scriptorium pode ser explicado pela relação que tinha com outros mosteiros, tanto no oriente quanto no ocidente. Sabe-se que Valeranica ampliou o contatos com outros mosteiros durante o século X. Essa medida desenvolveu sua rede de relações pelo território castelhano, tornando possível obter mais livros resultantes de trocas entre mosteiros, assim como tornar suas produções mais conhecidas.

## O longoséculo XII: renascimento cultural e comercial

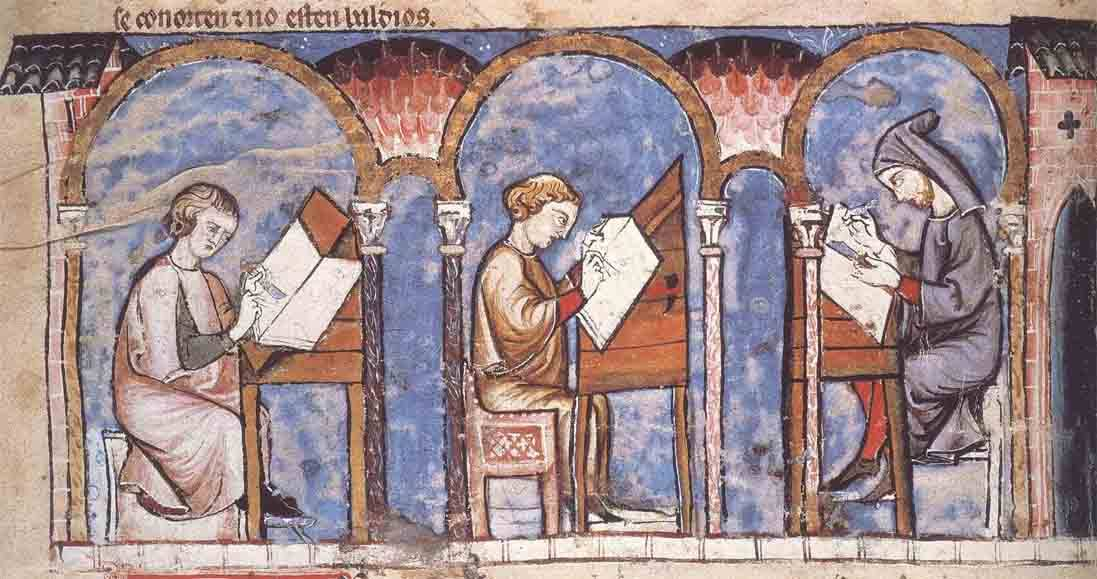
Iluminura do Livro de Jogos, obra do scriptorium de. A imagem mostra três copistas trabalhando

O ocidente medieval assistiu a grandes mudanças a partir do século XII. As populações urbanas aumentaram no momento em que as cruzadas e o movimento de reconquista abriam novas oportunidades comerciais. As comunas e os burgos demonstram a relevância econômica de um novo grupo social burguês, que passou a comprar muitos artigos de luxo e, dentre eles, livros. O período também é associado ao renascimento do século XII, termo proposto por Charles H. Haskins em 1927. Haskins pesquisou o movimento de retomada dos clássicos, sustentando que os monastérios e as escolas cristãs teriam exercido um papel mais importante do que o das cidades italianas nos processos de racionalização e secularização do período. Seu trabalho lançou questões a respeito do surgimento do individualismo, da racionalidade, da secularização, assim como do estabelecimento de uma nova mentalidade crítica no século XII.
O século XII foi o momento em que a literatura escrita em línguas vernáculas mais se expandiu. Essa nova cultura textual tem relação com os movimentos de tradução, cópia e troca de manuscritos entre diferentes culturas religiosas. O desenvolvimento do método teológico e da lógica no ocidente medieval deveu muito a traduções do árabe para o latim realizadas com frequência por judeus. O número crescente de textos e autores chegou a interferir no sistema de autoridades utilizado pela cultura latina medieval. Dentro desse contexto, Jacques Le Goff viu no século XII o surgimento de um novo tipo de indivíduo. Um indivíduo que pensa e ensina seu pensamento com alguma independência das autoridades sacerdotais e seculares: o intelectual, cuja melhor personificação seria Pedro Abelardo.
Entre os séculos XII e XIII assistimos a expansão da atividade dos scriptoria monásticos ao lado da ascensão de centros mais laicos de produção escrita. Na Alemanha os centros laicos de produção de livros manuscritos competiam desde cedo com os mosteiros. Em Portugal e na Espanha existiu uma divisão de tarefas dentro da cadeia produtiva do livro entre esses dois polos de produção escrita. Nesse período a produção e o comércio dos livros aumentou com vistas a atender a novas demandas burguesas e aristocráticas a partir das nascentes universidades ou do trabalho ligado às chancelarias reais.

### Alemanha

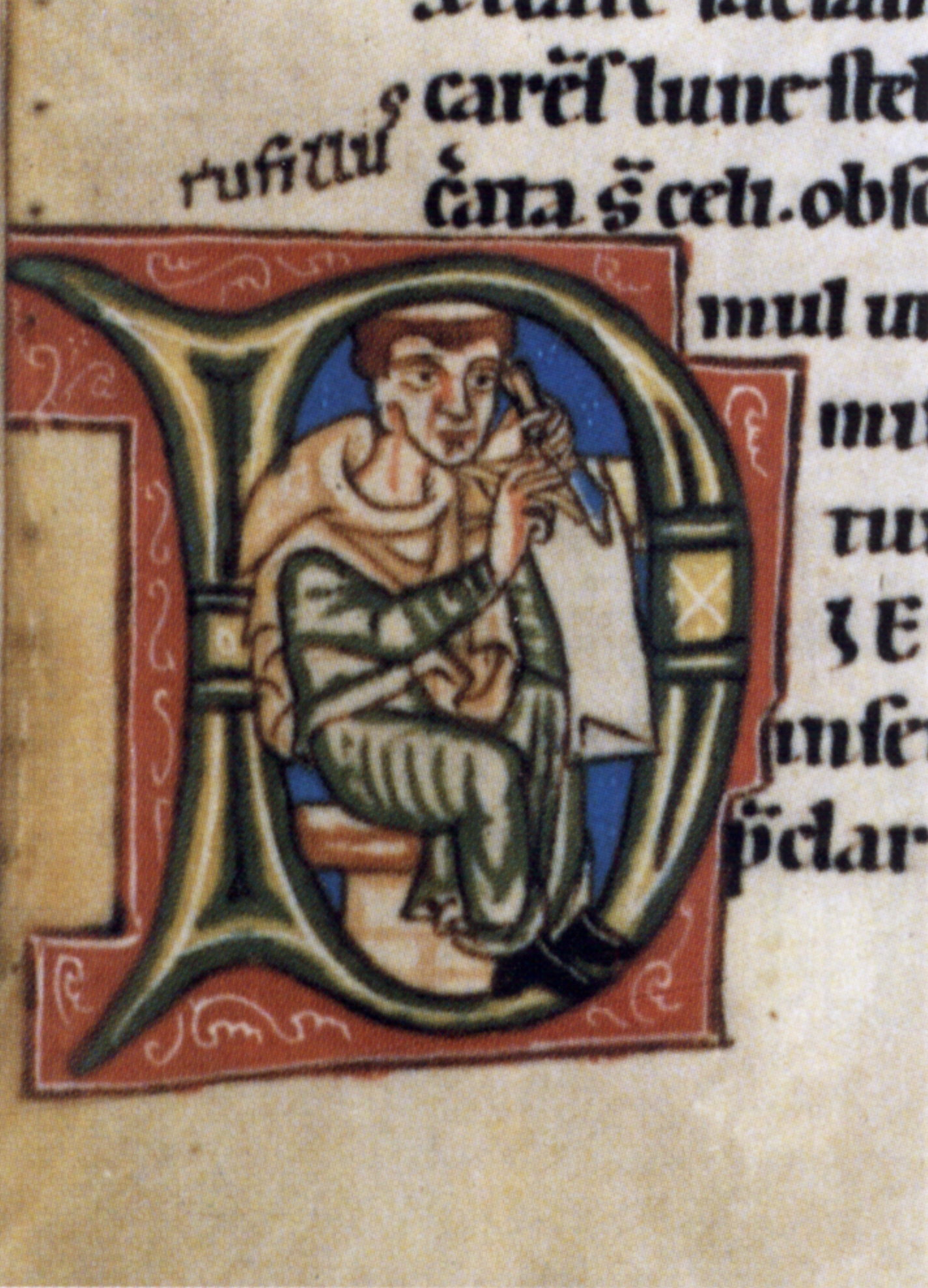
Capitular adornada com a imagem de um copista, assinada pelo irmão Rufilo

No século XII, a abadia de Helmarshausen, na região de Hesse, tornou-se o principal centro de produção e difusão de livros no norte da Alemanha. Entre 1120 e 1200, seu scriptorium criou documentos manuscritos que ficaram famosos por suas iluminuras. A localização geográfica da abadia, próximas aos rios Reno e Mosa, facilitou o contato com compradores, fornecedores de papel assim como o intercâmbio de documentos com outros mosteiros. Por volta de 1150, o número de obras produzidas aumentou atendendo também a crescente demanda por parte do público leigo.
No final do século XII, o scriptorium se renovou sob as ordens de Henrique, o Leão, duque da Saxônia e da Baviera. Contatos com a Inglaterra levaram a inovações de estilo perceptíveis no saltério de Matilde de Inglaterra. Por volta de 1180 é produzido o Evangelho de Henrique, o Leão, um livro luxuoso cravejado de joias. O Evangelho de Tréveris, finalizado pouco depois, mobilizou a divisão do trabalho no scriptorium. Embora os amanuenses de Helmarshausen tenham rompido com as tradições românicas, nunca chegaram a se aproximar da iluminação e da pintura gótica. Por volta de 1200 a produção de livros de luxo cessa. Pesava cada vez mais a competição dos scriptoria dos centros episcopais, parcialmente laicos e muito mais próximos do mercado livreiro.

### França

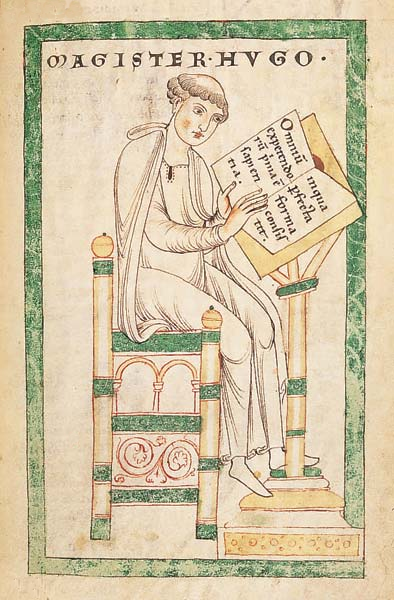
Iluminura representando Hugo de São Victor (1096-1141)

Centros de produção manuscrita, tradução e iluminação de pergaminhos foram estabelecidos na França durante a época carolíngia. Os primórdios da Escola Catedral de Paris datam do século X, com Abão de Fleury. É no século XII, no entanto, que a Escola de Paris impõe-se como um centro da translatio studiorum, congregando professores como Pedro Abelardo, Hugo de São Victor e Bernardo de Claraval, dedicados ao ensino do trívio e do quadrívio. No começo do século XIII, o papa e a nobreza passam a ver essas nascentes instituições como possíveis aliadas políticas e culturais. Nesse espírito são editadas bulas com o objetivo de reconhecê-las e protegê-las, elevando-as com frequência ao estatuto de studium generale. Universidades do século XII, como as de Paris ou de Bolonha, foram instituídas por esse tipo de procedimento.
Os studia e as nascentes universidades transformaram-se em centros de controle e produção da palavra escrita. No final do século XIII, registra-se grande atividade comercial nas casas pergamineiras próximas à Sorbona, assim como por parte dos copistas que habitavam ao redor da Catedral de Notre Dame.

### Inglaterra
No século XI, o abade Paulo de Caen financiou a construção de um pequeno scriptorium no monastério de St. Albans, para que copistas profissionais pudessem trabalhar do lado de fora no monastério sem que os monges tivessem mudanças em sua rotina.
No mesmo século, no priorado de Worcester, desenvolvia-se um scriptorium produtivo e que indicava o estabelecimento de uma cultura de escrita e treinamento para escribas. No scriptorium de Worcester, sabe-se que cinco copistas trabalharam no cartulário conhecido como Liber Wingorniensis. Anos depois, na tentativa de preservar alguns documentos em Worcester, por iniciativa do bispo Vulstano, um monge trabalhou como rubricador e demarcou os espaços para a escrita e outros dois monges trabalharam escrevendo o texto de um códice.
Já no século XII, em Malmesbúria, sabe-se que alguns documentos encontrados foram produzidos em um scriptorium onde mais de cinquenta e quatro copistas trabalhavam. Estes textos foram encomendados pelo abade Godofredo de Jumièges, que desejava ter na abadia todos os textos que considerava importante para sua instrução. O coordenador da produção foi Guilherme de Malmesbúria, que contou com três assistentes especialistas. Há evidências de que os outros copistas não eram acostumados com a função, tendo sido chamados para o trabalho por conta da necessidade de pessoas suficientes para a produção.
Em Salisbúria se organizaram copistas para trabalhar coletivamente na produção de manuscritos. Sabe-se de oito copistas bem treinados que trabalharam juntos na produção de um manuscrito. Eles teriam sido levados de diferentes lugares para trabalhar na Catedral de Salisbury.

### Itália

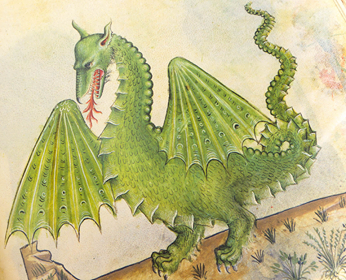
Figura produzida no ateliê de Giovannino de Grassi, do livro História Plantarum, com influência da ilustração de Salerno (século XIV-XV)

Acredita-se que é no século XI que a Escola de Salerno produz um dos mais famosos regimentos de saúde, o Regimen sanitatis Salernitanum. O regimento foi composto por um autor anônimo na forma de 370 versos, o que indica o estímulo à incorporação de conselhos de saúde através das artes da memória. O poema aconselha ao leitor comer e beber de modo comedido, não sucumbir à raiva e a lembrar-se de viver em alegria e descanso. O texto foi copiado e difundido no século XIII por Arnaldo de Vilanova, mestre da Escola de Medicina de Montpellier.
No final do século XI, a revisão dos modelos de ilustração botânicos está ligada à produção da Escola de Salerno. A observação das plantas, aliada ao interesse de reconhecê-las, distingui-las e classificá-las, atinge seu maior esplendor com o manuscrito denominado Carrara Herbal, produzido no norte da Itália no século XIV-XV. Ele é considerado a primeira coleção moderna de imagens naturalistas.  A ilustração científica produzida ou inspirada pelas atividades da Escola de Salerno influenciou a ornamentação lombarda realizada nas oficinas do Quattrocento.

### Leão e Castela

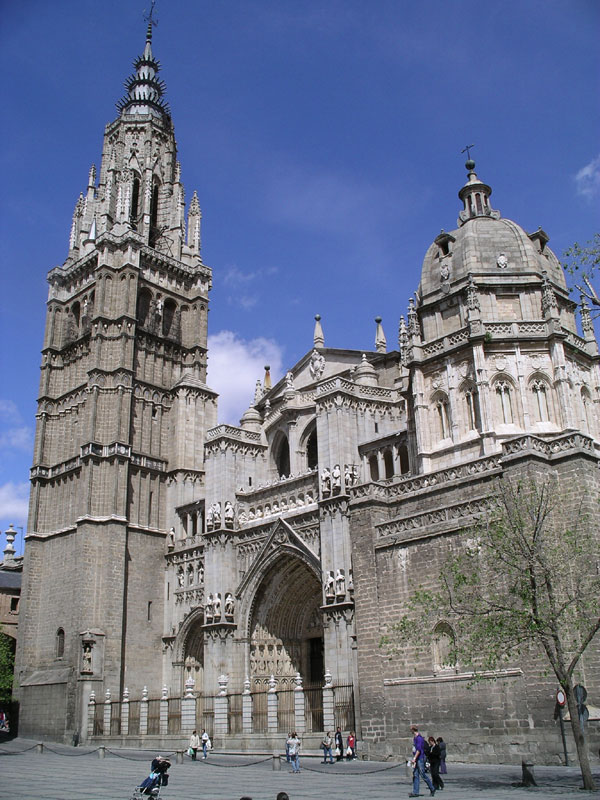
Catedral de Toledo

A Escola de Tradutores de Toledo foi um movimento que envolveu a tradução de livros do árabe, do hebraico e do grego para o latim, que aconteceu na cidade de Toledo, na Espanha, entre os séculos XII e XIII. O movimento era composto por monges católicos e judeus sefarditas, que participavam ativamente das traduções. O fenômeno da tradução na cidade de Toledo pode ter tido como principal propulsor a presença árabe na cidade antes da ocupação cristã no século XI, presença que teria deixado uma herança intelectual aos seus habitantes. O interesse pela tradução levou a Toledo pessoas de toda a Europa, evidenciando a existência, a partir do século XII, de copistas profissionais no ofício dos manuscritos. Em sua primeira fase, a escola é associada ao patrocínio de Dom Raimundo de Toledo, assim como ao trabalho de Domingo Gundisalvo e Abraão ibne Daúde. Essas primeiras fases da Escola de Tradutores de Toledo, durante o século XII, ocorrem no momento no qual a produção dos manuscritos encontrava seu lugar dentro do scriptorium monástico da Catedral de Toledo. Sob o comando do rei Afonso X, os tradutores entraram em contato com a rede de scriptoria da corte no mesmo momento em que a realeza passava a patrocinar traduções de textos antigos e de saberes árabes para a língua castelhana. Em 1254, o rei Afonso X fundou um importante centro de estudos de árabe e de latim em Sevilha e posteriormente transferiu para a Catedral de Toledo o centro de estudos sobre astronomia. A Escola de Tradutores de Toledo parece ter seguido a mesma técnica de tradução dos tempos de Don Raimundo até os de Afonso X. O trabalho era dividido em uma equipe formada por duas pessoas, sendo que uma conhecia a língua do manuscrito e a outra dominava a língua para a qual se traduziria o texto.

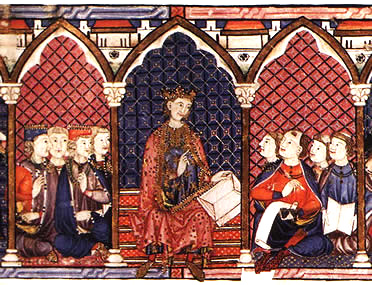
Iluminura do livro Cantigas de Santa Maria (século XII), produzido no scriptorium do rei Afonso X. O rei gesticula enquanto dita a obra para um escriba

O scriptorium de Afonso X tinha várias sedes espalhadas pelo reino, como nas cidades de Toledo, Múrcia e Sevilha, sendo que cada uma destas sedes contava com os seus próprios funcionários e suas próprias funções. Por conta desta fragmentação do scriptorium por diferentes lugares do reino, as equipes de trabalho acabavam, muitas vezes, por não atuarem de forma coordenada e conectada uma com a outra. Devido ao seu grande incentivo ao trabalho de cópia de manuscritos, Afonso X ficou conhecido sob o alcunha de "rei sábio". Em sua coleção de livros manuscritos estão temas muito abrangentes, como tratados filosóficos, cantigas, liturgias hebraicas, manuais de medicina e astrologia árabes. Ou seja, o scriptorium de Afonso X se caracteriza pela produção de obras de cunho histórico, normativo, científico, musical e poético durante as últimas décadas do século XIII. O scriptorium de Afonso X, além de ser considerado um centro de pesquisa e transmissão de matérias humanísticas e ser frequentemente relacionado à Escola de Tradutores de Toledo, fez com que a produção de livros, traduções, miniaturas e iluminuras na Idade Média estivesse ligada ao papel centralizador da corte, com a intenção de ensinar a língua latina a nobres de sua corte e de traduzir textos para o castelhano, de forma a levar ao longo de seu reino o conhecimento advindo de outras localidades. O Rei Sábio também encomendou produções de tema legislativo como forma de reafirmar a centralidade do rei e a sua fusão com a imagem do próprio reino. Os copistas de Afonso X compilaram conhecimento proveniente dos judeus, muçulmanos e cristãos. O sistema de produção dos livros manuscritos era o mesmo seguido nos monastérios, com a diferença de que o número de pessoas disponíveis para o trabalho era abundante, assim como os recursos.

### Portugal

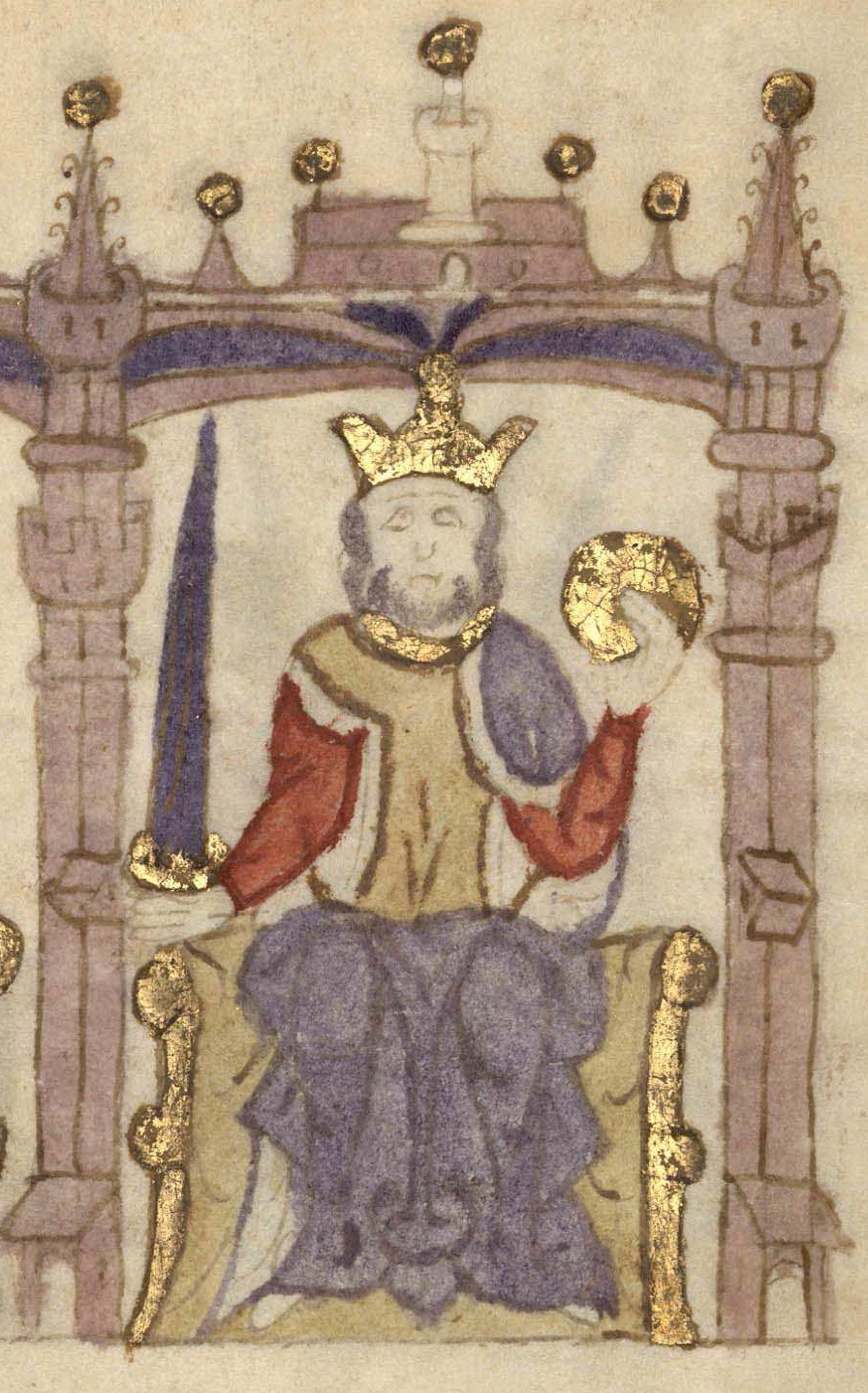
Iluminura do rei Afonso I de Portugal. Os detalhes em azul e dourado explicitam a nobreza do manuscrito

Os scriptoria relacionados a Afonso I de Portugal estavam ligados aos mosteiros e ao monarca. Preocupado com as invasões dos mouros, Afonso Henriques espalhou por Portugal diversos mosteiros agostinianos e beneditinos para que seu poder não se perdesse à medida que o território fosse se distanciando da sede real.  Assim, a partir das duas principais abadias de seu reino, Santa Cruz e Alcobaça, as ordens beneditina e agostiniana se espalharam para outras partes de Portugal. Porém, estavam conectados com as intenções políticas no que se relaciona à escrita e tradução de códices. Foram os mosteiros que ajudaram o reino a delimitar seu território nos anos iniciais. Os bispados representaram o poder administrativo e as instituições como monastérios e abadias representavam o poder temporal naqueles lugares onde o rei não conseguia chegar. Isto é uma consequência de não haver ainda uma corte portuguesa que pudesse governar, então o papel que as cortes ocupariam é tomado pelos mosteiros. No que diz respeito à produção do conhecimento nos mosteiros de Afonso Henriques, se destaca a escrita de crônicas com a intenção de se preservar a fé católica e de conservar a memória do reino através da escrita.
Logo quando foi fundado, no século XII, o scriptorium do Mosteiro de Santa Cruz, em Coimbra, abrigou copistas que escreveram a história do próprio monastério e a história de Portugal, reflexo do fato de que a demarcação do território português no reinado de Afonso I se deu a partir das instituições monásticas estabelecidas pelo rei. A importância de Santa Cruz para a cultura escrita em Portugal está diretamente ligada às crônicas escritas em seu scriptorium. O registro do conhecimento era uma forma de se complementar a prática religiosa. Além das crônicas o monastério se ocupava dos anais que também faziam parte de seus registros e apenas a partir do século XIV é que o scriptorium de Santa Cruz irá estabelecer um padrão para suas produções. A partir do século XIV, a produção no mosteiro se volta para a vida dos homens considerados importantes pelo reino de Portugal, como nobres, cavaleiros e religiosos influentes. Entre as principais produções de seu scriptorium estão as Crônicas Breves de Santa Cruz de Coimbra e a Vida de São Teotônio.
Fundada em 1153, mas inaugurada sua construção atual em 1247, a abadia de Santa Maria de Alcobaça, em Portugal, teve grande importância política e religiosa no reino de Afonso I e foi conhecida por seguir da forma mais rígida possível os mandamentos da Regra de São Bento, e estava ligada à Ordem de Cister. Entre os trabalhos realizados pelos monges alcobacenses se destacam a agricultura, a meditação, o estudo e o trabalho caligráfico. Em relação à caligrafia, sabe-se que na época de sua maior prosperidade, o período entre os séculos XIII e XV, a biblioteca de Alcobaça armazenava em média quinhentos livros. O trabalho intelectual pode ser visto como uma tradição em Santa Maria de Alcobaça, sendo que na segunda metade do século XIII, seus monges ministravam aulas de gramática, lógica e teologia, e o mosteiro, em conjunto com Santa Cruz e Lorvão, constituiu a base da cultura relacionada aos livros do século XIII em Portugal. Os principais autores dos quais se armazenava livros na abadia foram Santo Agostinho, São Gregório Magno, Orígenes e Santo Ambrósio. Destes livros, a sua maioria foi produzida no scriptorium alcobacense.

## A produção dos livros manuscritos

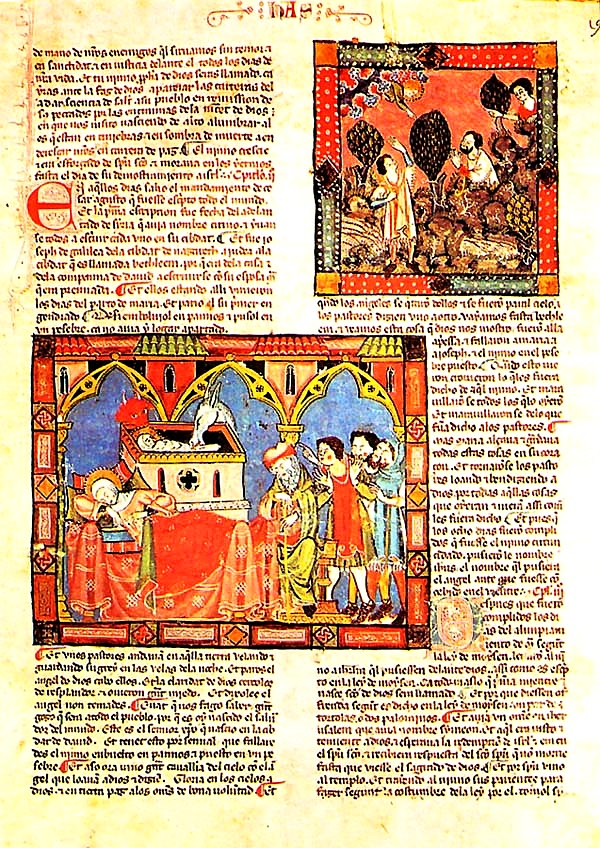
Manuscrito que permite observar a divisão do trabalho amanuense: em preto, a delimitação do espaço das letras; em vermelho, as rubricas e capitulares; em azul, vermelho, verde e dourado, as iluminuras

O trabalho nos scriptoria acontecia até que a luz do sol não entrasse mais pelas janelas. Escrever de noite não era comum porque as velas, melhor forma de iluminar o local sem a luz do sol, poderiam queimar os manuscritos em algum acidente, causando, além de um incêndio, a perda de todos os códices. O bibliotecário ou armário era quem comumente estava no comando da produção dos copistas, decidindo quais livros seriam copiados e tendo acesso irrestrito às bibliotecas. Havia também os iluminadores, que faziam as iluminuras, que recebiam este nome porque suas cores literalmente iluminavam o manuscrito. Os rubricadores, que faziam as capitulares ornamentadas e os miniaturistas, que faziam as miniaturas, desenhos de maior simplicidade do que as iluminuras, que recebiam este nome por causa da palavra latina minium, que significava vermelho.

### Utensílios para produção do livro manuscrito
- Pedra-pomes - Seu principal uso era o de polir o pergaminho, mas também poderia ser utilizada para afiar o bico da pena.[84]
- Facas - Poderiam ser utilizadas para raspar o pergaminho, com o fim de tirar algum relevo remanescente de sua produção, cortar as penas para que ficassem com a forma desejada e raspar o pergaminho para corrigir os erros dos copistas.[84]
- Canivetes - Utilizados para dar forma à ponta da pena das aves.[84]
- Chifres - Utilizados como tinteiros.[84]
- Penas - Utilizadas para escrever, depois de terem sido afiadas da forma desejada pelo copista.[84]
- Compassos - Eram necessários para desenhar eventuais círculos, medições ou, com a ponta seca, traçar as linhas a serem seguidas pelo copista na hora de escrever.[84]
- Espátula - Utilizada para misturar a tinta no momento de sua produção.[84]
- Sovelas - Instrumentos utilizados para fazer as pautas a serem seguidas pelos copistas. As sovelas são formadas por um cabo de madeira e possuem uma agulha grossa na ponta.[84]

### Fazendo o pergaminho

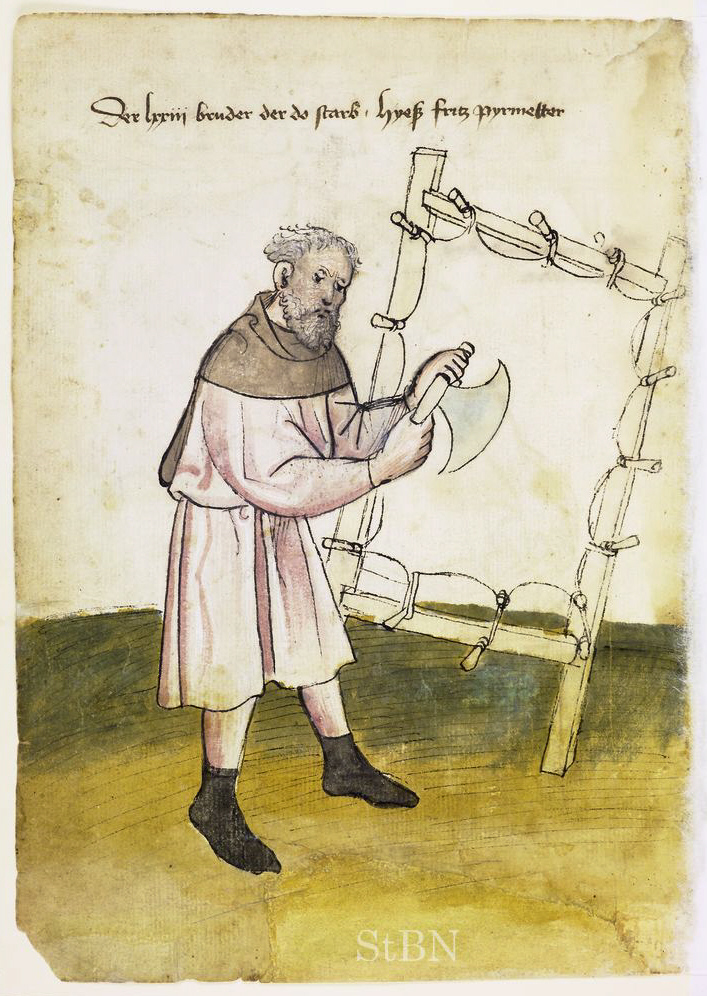
Trabalhador papeleiro faz os últimos ajustes em um pergaminho seco e esticado, século XV

Até o início do século XIII, o pergaminho foi o material mais utilizado para os manuscritos. Em finais do século XIII, por conta da dificuldade de fabricação e de seu consequente alto preço no mercado, o pergaminho foi substituído pelo papel. O pergaminho ficou quase restrito aos documentos oficiais, ligados às cortes e à igreja, por conta de sua maior durabilidade. Não é à toa que os documentos manuscritos que temos acesso nos dias de hoje foram feitos com pergaminho e não papel.
O pergaminho poderia ser obtido através do couro de animais como a vitela, as ovelhas e as vacas. A pele mais apreciada para pergaminhos era a da vitela, por conta de sua maleabilidade, pouca quantidade de pelos e espessura. O couro era lavado com produtos cáusticos para que a carne e os nervos se desgrudassem da pele, sendo necessário, para isso, deixá-lo de molho por várias semanas. Logo após esse processo, com um grande cutelo, o artesão raspava os dois lados do couro para deixar sua superfície livre de pelos e carne. As peles, então, voltavam a ser lavadas para que os produtos cáusticos de sua superfície fossem removidos. A pele do animal era esticada e secada para que sua superfície ficasse uniforme. No próximo passo, já nas mãos do copista, o pergaminho era raspado com pedra pomes para tirar as pequenas impurezas e deixar a superfície o mais uniforme possível.
Por causa do grande número de etapas de produção, era possível levar até vinte dias de trabalho para que um pergaminho ficasse pronto. Devido a complexidade e demora em sua produção, seu preço era muito alto e, por isso, muitos deles acabavam sendo reutilizados, acarretando na criação de palimpsesto. A partir do século XIII a prática de produção de um pergaminho foi aprimorada, deixando para trás pergaminhos engordurados, cheios de pelos e irregulares, ao ponto que no século XV, os pergaminhos poderiam ser feitos com peles não consideradas nobres e parecerem um pergaminho de vitela.

### Elaborando a tinta
A tinta utilizada para a escrita no pergaminho ou no papel deveria ser preparada e, para isto, havia diversas receitas. Geralmente a cor utilizada para a escrita dos textos era o preto por causa de sua durabilidade, variando o tom de acordo com o material usado. As tintas pretas mais utilizadas eram as designadas metalogálicas, feitas por meio da mistura de ácido tânico, noz da galha, sulfato de ferro e goma arábica, que resultava em um aspecto viscoso. Quando esses quatro elementos eram misturados nas proporções erradas, criavam uma tinta extremamente ácida que acabava por queimar os manuscritos com o passar do tempo. As cores púrpura, verde, vermelho e dourado também aparecem nas iluminura, nas rubricas e em adornos ao longo do texto, mas são mais raras por terem diferentes significados. O dourado, por exemplo, era atribuído à divindade, o verde à ressurreição, o azul à nobreza e o vermelho representava o sangue de Jesus Cristo.

### Esquadrinhando o manuscrito

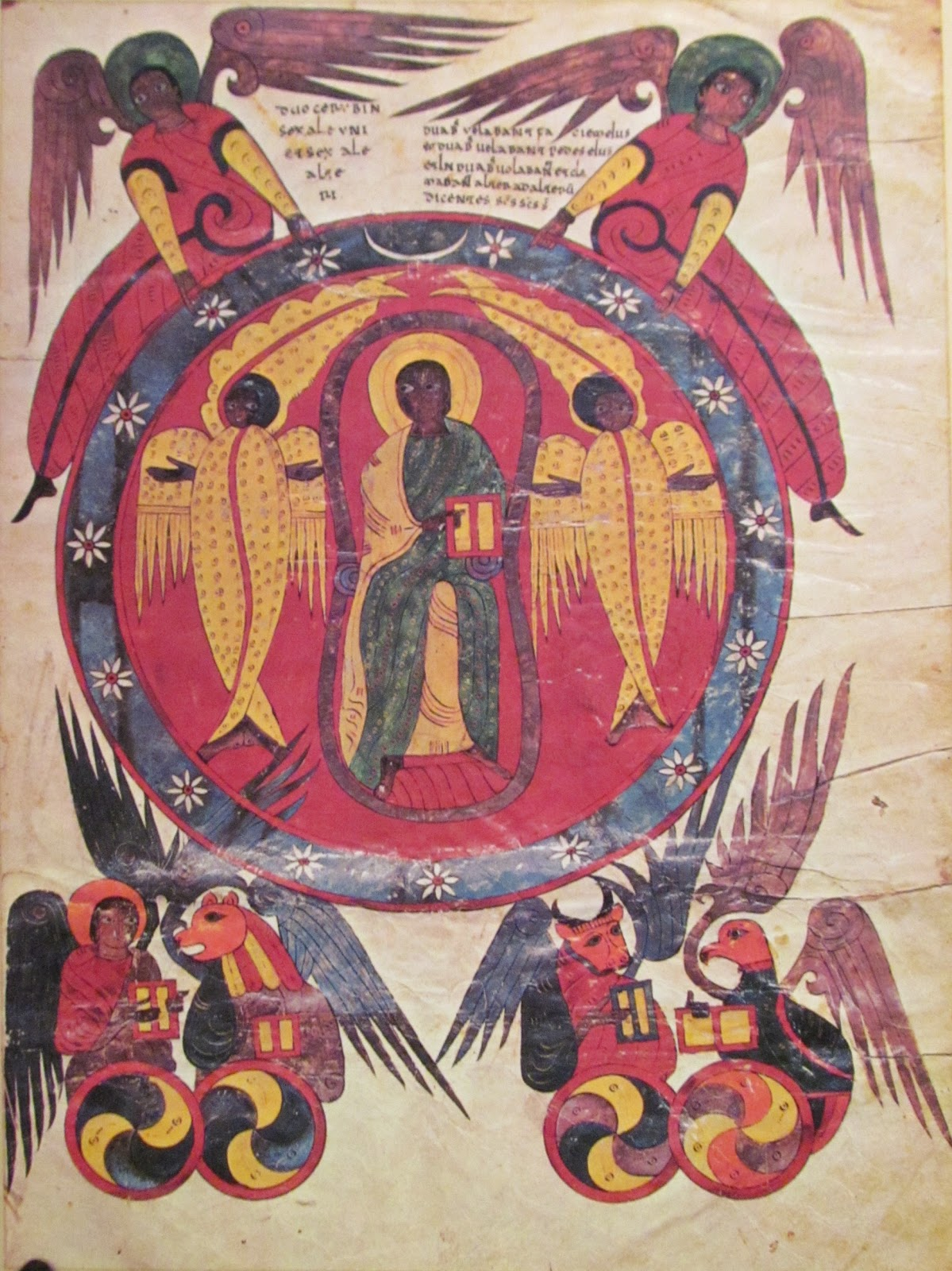
Moralia in Iob de Gregorio Magno: Iluminura por Florêncio de Valeranica (945)

Uma vez que se tinha o pergaminho e a tinta em mãos, era necessário demarcar com faca e régua os espaços destinados à escrita. Desenhava-se uma margem em cada fólio, assim como linhas para guiar o trabalho do copista. Após estas etapas, ainda poderia-se utilizar giz para deixar as páginas mais brancas e cera para a fixação da tinta. O escriba carregava em uma mão a pena para escrever. Na outra, um raspador, que o ajudava a apagar e corrigir aquilo que havia sido escrito errado. Quando o escriba acabava de escrever, deixava no pergaminho as instruções para o próximo passo, exercido pelo iluminador ou pelo miniaturista. Era hora de preencher os espaços das margens e também as lacunas deixadas pelos copistas para que se pudesse inserir as miniaturas ou as iluminuras. O manuscrito ainda passavam pelas mãos de um corretor, que checava possíveis erros cometidos na passagem do modelo para a cópia. O próximo passo eram as rubricas feitas pelo rubricador, que consistiam em cabeçalhos dos capítulos, comentários ou algo que deveria ser acrescentado ao manuscrito. As primeiras letras, normalmente maiores que as outras e feitas em cores diferentes das do restante do texto, eram realizadas nessa etapa. Normalmente as rubricas eram feitas na cor vermelha, mas também poderiam ser em azul, em casos excepcionais, e em ouro, naqueles manuscritos mais elaborados e de grande importância, representando a nobreza do documento. As rubricas tinham esse nome pois eram geralmente feitas em tinta vermelha de tonalidade forte chamada rubro. O último passo na confecção de um pergaminho era a adição das cores nas iluminuras, que poderiam ser das mais variadas.

### Interpolando o texto
O trabalho dos copistas era técnico, repetitivo e muito cansativo. Mas por vezes esses profissionais do texto realizavam interpolações, adicionando conteúdos, notas de margem ou frases ao final de uma parte da obra trabalhada. O problema já era conhecido dos gregos antigos, que levantavam questões sobre a transmissão textual de sua literatura. Suspeitas chegaram a afirmar que o canto XXIV da Odisseia era uma interpolação de um copista. Na Baixa Idade Média, as interpolações e intervenções posteriores por vezes acompanhavam interesses e disputas de legitimidade, honra e direitos sobre terras entre as diferentes linhagens da nobreza. Por outras vezes, as interpolações dos copistas eram mais inocentes, como aparece em um testemunho anônimo do século VIII. Cansado do trabalho duro e repetitivo, o copista se expressou em uma nota em língua latina:

Ó abençoado leitor! Lave as mãos e leve o livro à mão, gire suavemente as folhas, afaste os dedos da letra! Porque quem não sabe escrever pensa que não é esforço. Oh, quão irritante é a escrita! Os olhos cansam, o lombo enfraquece e ao mesmo tempo fica ruim para todos os membros. Escreva três dedos, todo o corpo dói. Portanto, como o marinheiro anseia por chegar ao seu porto de origem, o mesmo acontece com o escritor na última linha.— Pertz 1863, p. 586.

## Freiras e monges copistas
Os monges copistas eram aqueles monges que trabalhavam nos scriptoria escrevendo ou copiando os livros. Também chamados de amanuenses, comumente a estes monges é atribuída grande importância histórica, já que seu trabalho possibilitou que o conhecimento dos antigos chegasse até nossos dias. Os monges amanuenses poderiam ser classificados como copistas mais velhos, chamados de antiquários, ou copistas mais novos, denominados de livreiros.
É importante observar a presença de mulheres copistas em alguns scriptoria, contrariando a ideia de que esse tipo de ofício era restrito a ambientes exclusivamente masculinos. Restrições às mulheres no entanto se davam a partir de livros que tinham a leitura indicada ao público masculino. Textos relacionados à vida religiosa indicavam a leitura para monges em vez de freiras. Sabe-se que na abadia de Munsterbilzen, na Bélgica, uma cópia de Etimologias, de Isidoro de Sevilha, foi elaborada por oito mulheres copistas. Pode-se identificar a atividade feminina pois elas assinaram o manuscrito após escrevê-lo. Porém, dificilmente os manuscritos eram assinados. Por mais que não haja muitas provas concretas em relação à autoria ou à cópia feminina de diversos manuscritos, algumas obras, além daquelas cuja autoria é assinada, podem apresentar pronomes femininos. Outra forma de identificar o protagonismo feminino nas obras é o seu conteúdo, podendo algumas vezes a autoria feminina ser identificada por uma carta de amor a seu amado.

### Cristina de Pisano

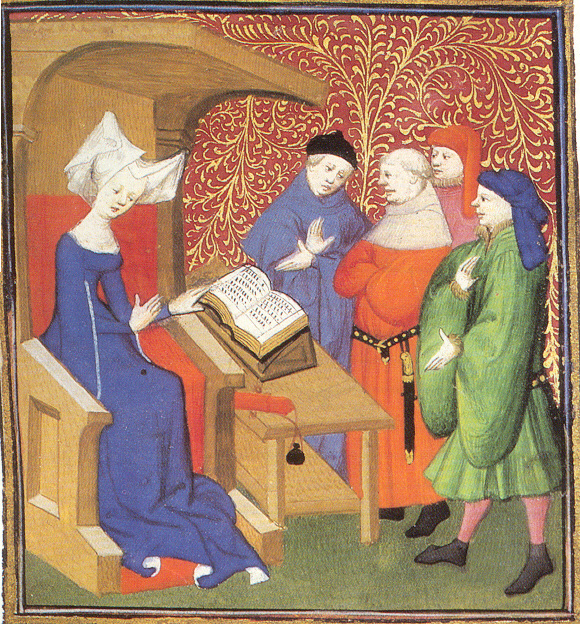
Iluminura de Cristina de Pisano, produzida em 1453, em Paris

Cristina de Pisano nasceu em Veneza, no ano de 1364, e é considerada a primeira mulher escritora da Europa. Quatro anos mais tarde, se mudou para Paris, onde seu pai, Thomas de Pisano, foi médico e astrólogo na corte do rei Carlos V, o que possibilitou a Cristina ter acesso aos livros da biblioteca real. Cristina começou a escrever depois da morte de seu marido, em 1389, para sustentar a família. Acredita-se que tenha sido a primeira mulher a ter a escrita como fonte de renda. Em 1422, Cristina passa a viver no Convento de Poissy, na França, onde vem a falecer em 1430. Cristina escreveu tratados morais, de política e educação, sendo A Cidade das Mulheres, de 1405, uma de suas principais obras. Chama atenção nas obras da autora a ideia pouco difundida na época de que a diferença entre homens e mulheres tinha origem social, e não natural.

### Florêncio de Valeranica

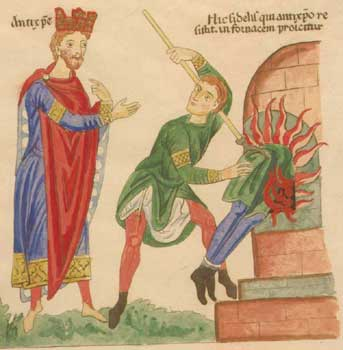
Iluminura do livro Hortus Deliciarum, de Herrad de Landsberg, 1180

Florêncio de Valeranica foi um monge amanuense conhecido como príncipe dos calígrafos espanhóis. Apesar de ser monge, alguns autores propõem que Florêncio deve ser visto como um artista por causa da qualidade de suas iluminuras e pelos dados indiretos deixados em suas obras. Por outro lado, alguns estudiosos do tema duvidam de sua condição de monge, já que Florêncio chegou a se identificar enquanto peregrino. Talvez tenha sido um imigrante moçárabe que realizava seu trabalho de forma itinerante, passando por diversos scriptoria relacionados às cortes de Espanha. Entre as principais obras copiadas pelo monge estão Moralia em Jó, datada do ano de 945, e A Bíblia de Oña, terminada no ano de 943.

### Herrad de Landsberg
Herrad de Landsberg compilou o livro conhecido como Hortus deliciarum, possivelmente em um scriptorium no monte São Odílio, na Alsácia, onde teria contado com a contribuição de quarenta e seis freiras durante a produção. O lugar de escrita dessa compilação ainda é incerto, assim como a identidade das freiras que trabalharam nesta obra. Por mais que tivesse a intenção de ser uma antologia, a compilação de Langsberg é considerada uma enciclopédia. A própria autora comparou seu trabalho ao de uma abelha que coleta mel de diferentes flores. Langsberg buscou diferentes fontes de conhecimento para escrever seu livro, como a filosofia e a história sagrada. A enciclopédia de Landsberg se ateve ao estudo da pintura, mitologia, história e geografia.

## Produção e venda de pergaminhos
Num primeiro momento, o fornecimento da matéria-prima necessária para a produção dos livros era suprida pelos monastérios. Os monges utilizavam os animais criados no ambiente monástico para a produção das penas de aves, usadas para escrever, e para a produção do pergaminho. Eram raros os casos em que o e pergaminho era comprado de comunidades que rondavam o monastério. Principalmente entre os séculos VII e VIII, por conta do alto preço do produto, é comum o seu reaproveitamento para a escrita de outra obra. Como forma de não se gastar muito para comprar novos materiais, os monges raspavam os pergaminhos já usados, mas sem grande importância em seu conteúdo, para que pudessem escrever novos livros. Porém, a partir dos finais do século XI e o começo do século XII é perceptível o impacto do renascimento do século XII, com o nascimento de universidades e o desenvolvimento do ambiente urbano na Europa medieval, assim como uma baixa no protagonismo monástico em relação à produção de livros.

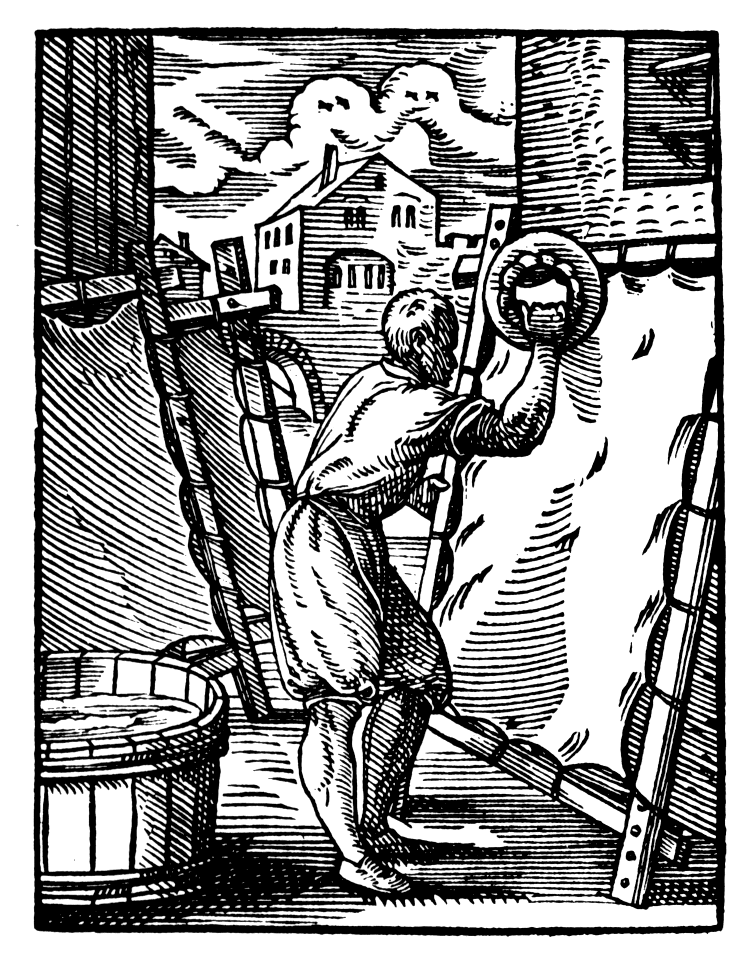
O polimento com pedra pomes

A partir do século XII o pergaminho passou a ser, na maioria dos casos, vendido por artesãos que desenvolviam suas funções nas áreas urbanas, o que não impossibilitou a existência de monastérios onde ainda se produzia a matéria prima para os livros. Os chamados pergaminheiros se diferenciavam dos copistas pois lidavam com o processo de fabricação de pergaminhos e não com a confecção de manuscritos. Tanto produtores de papel quanto produtores de pergaminho eram chamados de pergaminheiros.
Os fabricantes de pergaminho poderiam adquirir o couro para a produção de diversas formas: através de açougueiros, matadores, vendedores de peles ou artesãos que revendiam materiais. O mercado era grande o suficiente para que o pergaminho fosse vendido e comprado em cidades diferentes de onde o manuscrito iria ser produzido. O mesmo se passava com o papel. Sabe-se que o scriptorium de Afonso X importava papel do mundo islâmico, quando este tipo de suporte para a escrita ainda não tinha tomado a proporção que chegaria a alcançar na produção dos livros a partir do século XIII.
A demanda por pergaminhos era muito grande e o número de produtores disponível na maioria dos casos era baixo. Em Castela, entre os séculos XIII e XV, não se encontravam corporações de ofício ligadas à produção de manuscritos. Por conta deste baixo número de produtores disponível, os copistas poderiam trabalhar como iluminadores, assim como iluminadores poderiam trabalhar em diferentes funções. Neste contexto de desligamento das relações mais estreitas e internas com o mundo da produção eclesiástica, a partir do século XV artesãos do livro também poderiam aglutinar-se nas cercanias das universidades, onde se tinha uma demanda crescente por seus serviços. Neste contexto, é grande a presença de artesãos judeus e de mulheres ligadas à produção e venda de pergaminhos de couro. Esta função foi desvalorizada por conta da necessidade de se lidar com carniça, produtos químicos para a limpeza de peles, além do duro trabalho braçal que demandava a produção.

## Miniaturas de dedicação

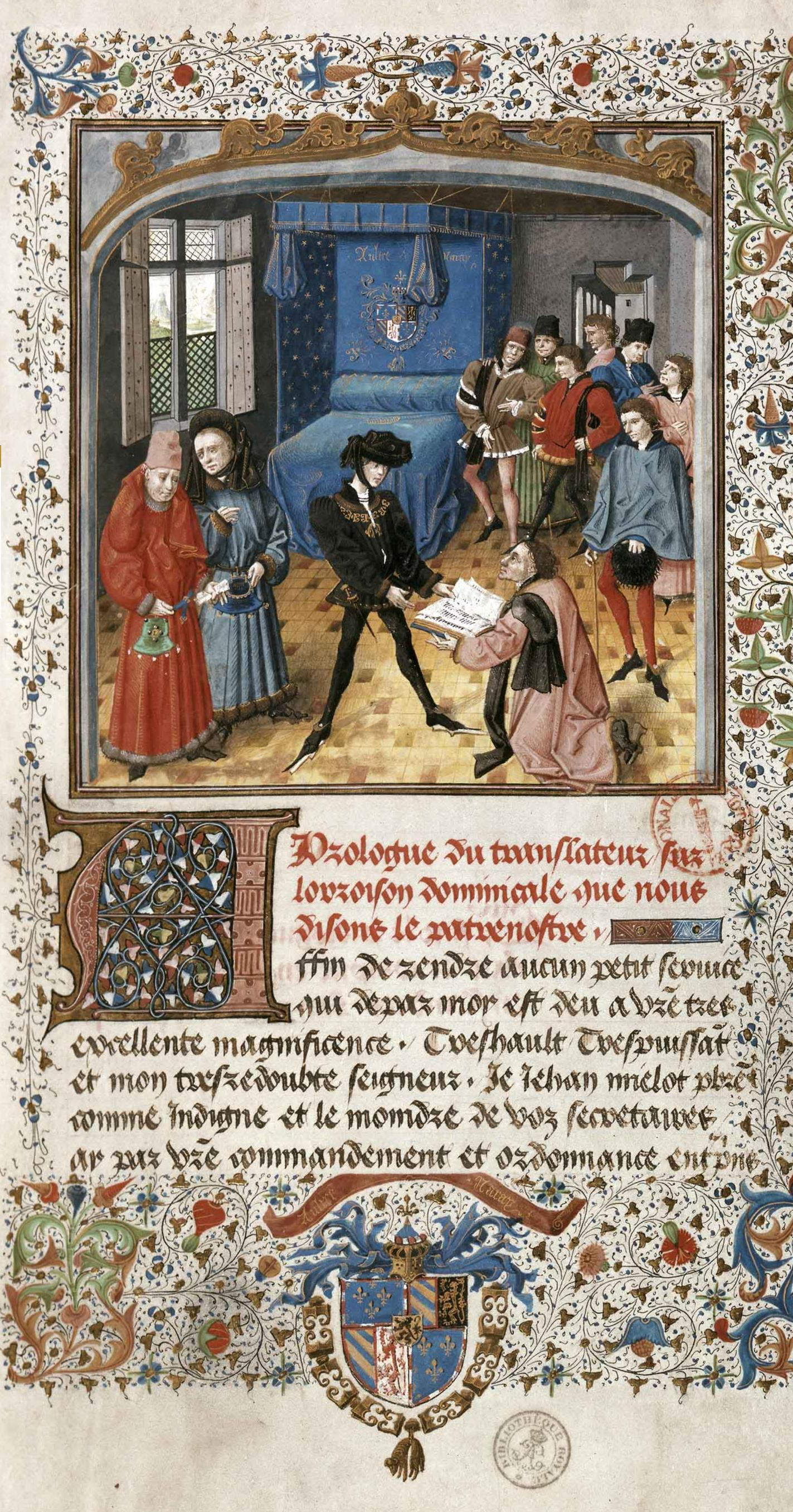
Miniatura de dedicação. Tradução do livro Tratado sobre a oração dominical sendo entregue por Jean Miélot para Felipe III, Duque de Borgonha. 1454-1457

A miniatura de dedicação tinha por objetivo demonstrar, através de uma imagem, a cerimônia de doação do livro manuscrito. A imagem geralmente mostra a pessoa que está doando o livro com a cabeça baixa ou ajoelhada enquanto entrega o manuscrito para o receptor. O doador poderia ser um membro do clero, da corte, um mecenas, o autor ou o tradutor do manuscrito. Porém, em alguns casos, o mecenas também pode ser o receptor do livro que, por regra, aparece na iluminura mais alto do que o doador e ambos são representados com roupas que identificam a sua origem social. Entre os receptores de miniaturas de dedicação mais usuais podemos encontrar Jesus Cristo, a virgem Maria, santos, imperadores, reis e nobres. A iconografia das miniaturas tem origem na Antiguidade Clássica e se relaciona com as oferendas aos deuses ou imperadores.
Acredita-se que o primeiro códice a conter miniaturas de dedicação seja o de Dioscórides de Viena, doado à princesa bizantina Anicia Juliana, em 512. A Primeira Bíblia do rei francês Carlos II também apresenta uma miniatura de dedicação, data do ano de 845 e foi doada ao pelo abade Martinho de Tours. Outro exemplo é o Codex Hitda, evangelhos comissionados pela abadessa Hitda de Meschede e dedicados à Santa Valburga durante o domínio da dinastia otoniana. Livros com miniaturas de dedicação também foram publicados em Leão e em Castela, como o Livro de Horas de Fernando e Sancha, de 1055, assim como o livro do scriptorium afonsino, do século XIII chamado Livro das Formas e das Imagens, dedicado a Afonso X. No século XV, Cristina de Pisan o presenteou a rainha Isabel da Baviera com suas obras coletivas, códice construído entre 1410 e 1416.
Pode-se dividir as miniaturas de dedicação em dois momentos: antes e depois do século XIII. No primeiro momento, a paisagem das miniaturas era normalmente uma igreja e o receptor também estava ligado à igreja católica. No segundo momento, a partir do desenvolvimento do ambiente urbano e das monarquias, as miniaturas de dedicação são secularizadas e os receptores passam a ser, também, pessoas ligadas às cortes. Posteriormente, no século XIV, o manuscrito passa a ocupar um status de obra de arte e sua leitura se converte em atividade intelectual que representa valores estéticos e econômicos da aristocracia. Assim as imagens tornam-se mais complexas ao passo em que evidenciam diferentes hierarquias sociais através de detalhes, cores e gestos. É também a partir do século XIV que as mulheres começam a ser representadas com mais frequência nas miniaturas, em especial como mecenas e como receptoras.

## Titivillus: o demônio patrono dos escribas

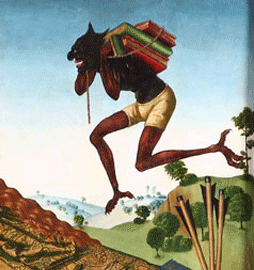
Recorte da obra Nossa Senhora das Mercês (c. 1485), Burgos, Mosteiro de Las Huelgas de Diego de La Cruz. Titivillus aparece carregando livros

É comum encontrar nos manuscritos medievais erros de escrita cometidos por copistas. Entre as principais causas de erros ortográficos estão a falta de familiaridade com a língua na qual se estava escrevendo e a desatenção. Além disso, poderia haver uma troca de palavra por um sinônimo feita intencionalmente pelo escriba, mas que acabava sendo escrito da forma errada. Outros motivos que poderiam levar os copistas a cometer erros na escrita era a baixa iluminação do lugar onde escreviam, a penosa e longa carga de trabalho e a cansativa repetição do mesmo movimento por horas. Um dos exemplos mais ilustrativos destes erros aconteceu no códice conhecido como Bíblia Maldita, escrita no século XVII. Na hora de escrever o sexto mandamento, o copista se confundiu e em vez de condenar a prática do adultério, a bíblia maldita acaba por incentivar o leitor a cometer este pecado ao conter as palavras "cometerás adultério" ao invés de "não cometerás adultério".
Reclamar da negligência dos copistas, de seus erros de tradução e de ortografia, eram atitudes recorrentes desde ao menos a patrística. Por outro lado, entre as preocupações constantes dos autores cristãos e da literatura medieval em geral estavam o mapeamento e o detalhamento das atividades do demônio. Era uma prática comum na Idade Média explicar o que dava errado a partir da atuação de demônios. Foi inventado um demônio para praticamente todo mal que acontecia na vida cotidiana.
É difícil identificar exatamente quando o mapeamento das atividades dos demônios começaram a ser feitas. Sabe-se, porém, que desde a Antiguidade os olhos e as cabeças dos demônios eram raspados das imagens por medo de possíveis interações dele com quem estava olhando para a imagem. Também pode-se afirmar que no monastério de Silos, desde o ano 1100, já se conheciam os diferentes demônios que serviam o Diabo, demônio principal. Titivillus era um desses demônios, que contribuía, em especial, para que os escribas cometessem os mais diversos erros ao exercerem as suas funções no scriptorium. Nos Sermones Vulgares de Jacques de Vitry, publicado por volta de 1220, encontramos a descrição de um demônio carregando um pesado saco cheio de erros gramaticais, pensamentos ociosos e palavras impróprias proferidas durante uma missa. Pouco mais tarde, Caesarius de Heisterbach, em seu Dialogos Miraculorum, finalizado em torno do ano 1230, falava também de um certo demônio que com uma mão saqueava palavras erradas que causam tumulto e confusão. Com a outra mão, os erros eram levados ao ombro oposto, onde seriam igualmente depositados em uma grande sacola.
É justamente como demônio do saco que a personagem Titivillius é nomeada pela primeira vez. Não parece haver significado explícito para seu nome, uma vez que o demônio já existia antes de ser assim nomeado. Porém, sabe-se que em 347, na obra Cassiana, Plauto utiliza a palavra titivicullum para falar sobre algo muito pequeno, ou sem importância. No Tractatus de Penitentia, João de Gales apresenta em versos a imagem de Titivillus, o capeta que "recolhe os fragmentos dessas palavras, com as quais ele enche seu saco mil vezes por dia".
No século XIV, a imagem do demônio do saco se associa mais e mais à imagem do demônio dos escribas, tendo impacto relevante no imaginário das ordens monásticas, assim como nas representações de monges ociosos que não realizavam seu trabalho corretamente. Estudiosos apontam que é no século XV que Titivillus torna-se o demônio patrono dos escribas, sendo acusado como responsável por incitá-los aos erros em cópias assim como na redação de manuscritos.

## Dosscriptoriaao ateliê

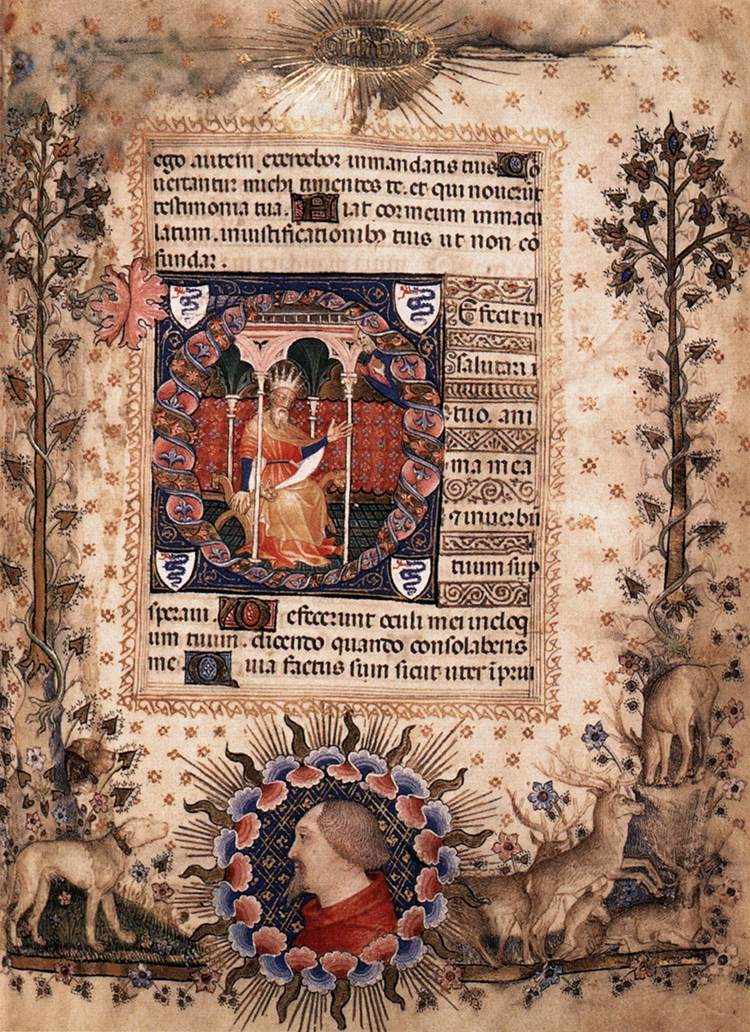
Ilustração de Giovannino de Grassi, 1395, com influência da ilustração científica de Salerno

No século XII, os scriptoria monásticos começam a conviver cada vez mais com centros laicos e urbanos de escrita. Por volta de 1139, o Livro das Ordens (Liber Ordinis) da abadia de São Vítor em Paris registra a existência de escribas que trabalhavam na cidade por encomenda. A situação se intensifica no século seguinte. Com a cadeia produtiva das obras escritas cada vez mais complexa, envolvendo redes de iluminadores, copistas, diagramadores e papeleiros, o mercado começa a ser dominado pelos vendedores de livros. Um bom exemplo desse período é o ateliê de Giovannino de Grassi, que atendia pedidos de várias partes da Europa fazendo concorrer em seu estilo a ilustração científica com a ornamentação lombarda.
Com a invenção do sistema mecânico de tipos móveis no século XV, o scriptorium cede sua centralidade ao atelier. Johannes Trithemius, abade de Sponheim, escreveu em 1492 o livreto De laude scriptorum para celebrar as glórias de uma atividade cada vez mais ameaçada pela disseminação de obras impressas em papel. A obra defendia os "pilares do estilo de vida monástico", como por exemplo a escrita e as orações, comemorando nomes ligados à scriptoria famosos como os de Cassiodoro, Beda, Alcuíno, Rabano Mauro e Pedro Damião. A cópia de manuscritos era vista por Trithemius como a mais alta das atividades manuais a serem preservadas pelos monges por razões pedagógicas e para incentivar a disciplina religiosa. Alguns centros tradicionais de produção livreira tentaram se adaptar aos novos tempos. Esse é o caso de Santa Cruz, em Coimbra, que a partir da década de 30 do século XVI começa a contar com uma tipografia dentro do mosteiro.

## Na cultura popular
Produções literárias e cinematográficas contemporâneas nutrem-se dos mistérios dos scriptoria medievais. O interesse pela história da criação, cópia, iluminação e transmissão dos manuscritos da Idade Média aproxima os produtos culturais contemporâneos da pesquisa filológica, erudita e acadêmica, dando vida aos espaços de leitura e escrita dos mosteiros e figurando-os a meio caminho do passado histórico e do imaginário que temos dele. Nessas figurações, o passado histórico, representado nas narrativas dos historiadores, encontra um passado prático, mobilizado e significado segundo problemas da atualidade.

### O Nome da Rosa

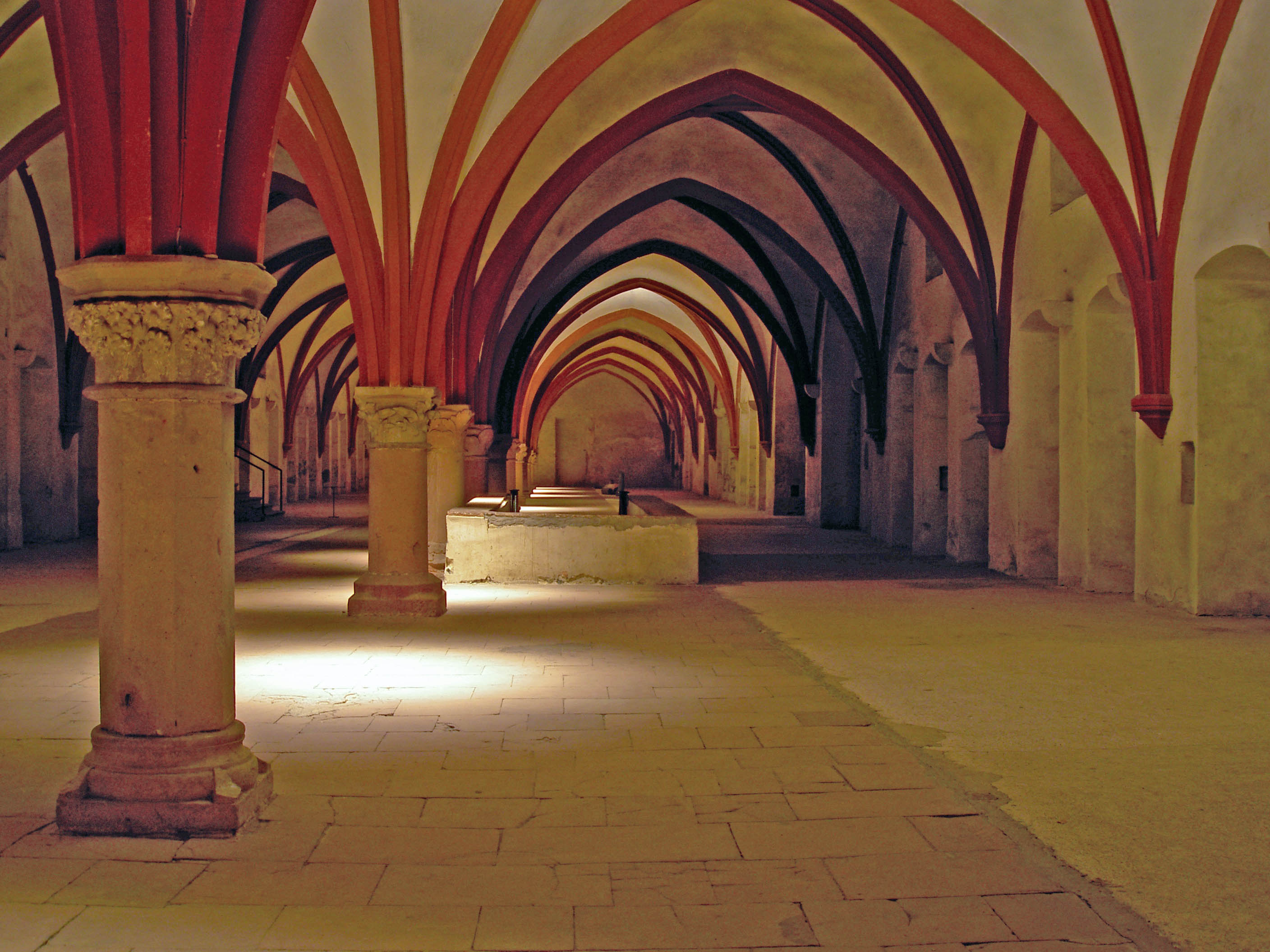
Dormitório do Mosteiro Eberbach empregado como scriptorium no filme O nome da rosa

No romance histórico O Nome da Rosa, o medievalista e escritor italiano Umberto Eco prepôs reconstruir de modo ficcional um manuscrito perdido. Nele, um velho monge conta a história de uma série de assassinatos ocorridos em um mosteiro do norte da Itália no início do século XIV. Junto a seu mestre, o franciscano Guilherme de Baskerville, o narrador Adso, então muito jovem, busca resolver os crimes na medida em que continuam a ocorrer. O romance é organizado em capítulos que seguem o horário das tarefas espirituais ao longo de sete dias: matinas (2h30min às 3h da madrugada), laudes (5 e 6 horas da manhã), primeira (7h30min), terceira (9 horas), sexta (meio-dia), nona (14 e 15 horas), vésperas (16h30min) e completa (6 horas). Ainda no primeiro dia, logo após a nona hora, os dois personagens principais entram no scriptorium.
Localizado no segundo andar do Edifício, logo abaixo da rica biblioteca, o espaço de leitura e de escritura é descrito pelo narrador da seguinte forma:
Chegados ao topo da escada entramos, pelo torreão setentrional, no scriptorium e aqui não pude conter um grito de admiração. O segundo andar não era bipartido como o inferior e se oferecia portanto aos meus olhos em toda sua espaçosa imensidão. As abóboras, curvas e não muito altas (...), sustidas por robustas pilastras, encerravam um espaço difuso por excelente luz (...) As vidraças não eram coloridas como as da igreja, e os encaixes de chumbo prendiam quadrados de vidro incolor, para que a luz entrasse de modo mais puro possível, não modulada por arte nenhuma, e servisse à sua finalidade, que era iluminar o trabalho de leitura e de escritura. (...) Antiquários, livreiros, rubricadores e estudiosos estavam sentados cada um à própria mesa, uma mesa embaixo de cada uma das janelas. (...) os monges que trabalhavam no scriptorium estavam dispensados dos ofícios da terceira, da sexta e da nona para não precisar interromper o seu trabalho durante as horas de luz. (...) Cada mesa tinha todo o necessário para miniaturar e copiar: os chifres de tinta, penas finas que alguns monges estavam afiando com uma faca afiada, pedra-pome para deixar liso o pergaminho, réguas para traças as linhas sobre as quais seria estendida a escritura. Junto a cada escriba, ou no topo do plano inclinado de cada mesa, ficava uma estante, sobre a qual apoiava o códice a ser copiado, a página coberta por moldes que enquadravam a linha que era transcrita no momento. E alguns tinham tintas de ouro e de outras cores. Outros, porém, estavam apenas lendo livros, e transcreviam apontamentos em seus cadernos particulares ou tabuletas.— Eco 1986, p. 91-92.
Apesar do narrador comparar o scriptorium do mosteiro fictício ao da abadia de São Galo, já foram apontadas outras inspirações para a literatura de Umberto Eco. O cenário labiríntico da biblioteca anexa, com escadas e caminhos apertados, além do trabalho escriturário interior, foi visto como tendo sido inspirado pelas iluminuras dos beatos de Liébano produzidas em São Salvador de Tábara.

### Vikings
Na série de televisão Vikings temos cenas que reconstroem vilas nórdicas, fortalezas, cortes e cidades cristãs, além de um scriptorium monástico. A série é inspirada em fontes medievais, e foi escrita e criada por Michael Hirst para a emissora History. A direção mobilizou um grande trabalho de recriação histórica . No segundo episódio da primeira temporada, um bando de guerreiros escandinavos alcança por mar o norte da Inglaterra, então Reino da Nortúmbria. As tomadas que seguem representam o saque do mosteiro de Lindisfarne em 793. Elas introduzem também o personagem Athelstan, monge copista e iluminador, figura central nas primeiras três temporadas. As referências ao apocalipse e aos dragões que em meio à tempestade anunciam a chegada de um bando do norte leva o espectador a crer que Athelstan estivesse alternando a leitura do profeta Jeremias com a escrita de uma das versões da Crônica Anglo-Saxônica.

### Uma Viagem ao Mundo das Fábulas

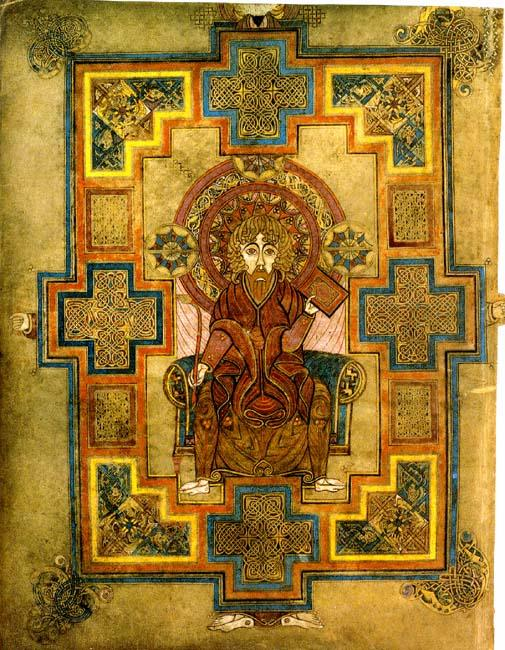
Fólio 291º do Livro de Kells, iluminado por uma imagem de João Evangelista

A animação Uma Viagem ao Mundo das Fábulas contou com um intenso trabalho de recriação histórica. A atmosfera do desenho animado buscou capturar o clima das florestas e mosteiros da Hibérnia medieval. Os produtores Tomm Moore e Ross Stewart projetaram as imagens do scriptorium e de seus personagens em uma viagem à ilha de Iona, próximo às ruínas do monastério fundado por Columbano no final do século VI. O enredo se passa no século IX, e gira em torno das aventuras de Brendon, um pré-adolescente de 12 anos de idade. Ele vive no mosteiro próximo a uma vila remota assediada por grupos bárbaros, e precisa recuperar o Livro de Kells, também conhecido como Grande Evangeliário de São Columba. A animação foi indicada ao Oscar em 2009.

### Artigos Científicos
- Barros, Maria Tereza (1997). «A Europa medieval: tempo de copistas, iluminadores e miniaturistas». Millenium. 8: 1-6
- Barreira, Catarina Fernandes (2017). «Abordagem histórico-artística a dois manuscritos litúrgicos do scriptorium do Mosteiro de Alcobaça do último quartel do século XII ou o início de "huma livraria copiosa"». Revista de História da Sociedade e da Cultura. 17: 33-62. doi:10.14195/1645-2259
- Brinquis, Maria del Carmen Hidalgo (2011). «Técnicas medievales en la elaboración del libro: aportaciones hispanas a la fabricación del pergamino y del papel y a los sistemas de encuadernación». Anuario de Estudios Medievales. 41 (2): 755-773. doi:10.3989/aem.2011.v41.i2.370
- Carita, Elder (1992). «Do scriptorium ao gabinete e à casa da livraria. Espaços da escrita nos interiores da casa nobre em Portugal» (PDF). Instituto de História da Arte da Faculdade de Ciências Sociais e Humanas, Universidade Nova de Lisboa: 272-280
- Carley, J. (1987). «Two pre-Conquest manuscripts from Glastonbury Abbey». Anglo-Saxon England. 16: 97-212. doi:10.1017/S0263675100003902. Consultado em 23 de julho de 2018
- Clement, Richard W. (1997). «Medieval and renaissance book production». Digital Commons. 10
- Crippa, Giulia (2004). «Um bibliotecário em sua biblioteca: Cassiodoro e os leitores ideais na Idade Média». Memorandum. 7: 47-57
- Diaz, Elena Rodríguez (2001). «La industria del libro manuscrito en Castilla: Fabricantes y Vendedores de pergamino (ss.XII-XV)» (PDF). HID. 18: 313-351
- Diaz, Elena Rodriguez (1998). «La manufactura del libro en la Castilla cristiana: artesanos judíos y conversos (ss. XIII-XV)». 33: 29-34. doi:10.3406/galim.1998.1420
- Derat, Marie-Laure (2012). «Moines et scriptorium dans le royaume d'Éthiopie aux XIVe et siècles». Historie, monge et cultures religieuses. 4 (20). doi:10.3917/hmc.024.0065
- Fagundes, Dulce (abril–junho de 2010). «Saúde e dietética na medicina preventiva medieval: o regimento de saúde de Pedro Hispano (século XIII).». História, Ciências, Saúde – Manguinhos. 17 (2). doi:10.1590/S0104-59702010000200004
- Fernandes, F.R. (2006). «Estratégias de Legitimação Linhagística em Portugal nos Séculos XIV e XV». Revista da Faculdade de Letras (História Porto)
- Fuentes, María Josefa Sanz (1992). «Tiempo de leer y escribir: el "scriptorium"» (PDF). Codex aquilarensis: Cuadernos de investigación del Monasterio de Santa María la Real (6): 37-56
- Goettems, M.B. (1994). «O canto XXIV e a unidade da Odisséia». Clássica São Paulo. 7: 181-193. doi:10.24277/classica.v7i0.671
- Gutiérrez, José Ferrero (2010). «El Beato de San Miguel y los monasterios de Valdetábara». Brigecio:revista de estudios de Benavente y sus tierras. 20. Consultado em 23 de julho de 2018
- Howie, David (1976). «Benedictine monks, manuscript copying and the renaissance: Johannes Trithemius "De Laude Scriptorum"». Revue Bénédictine. 86 (1-2): 129-154. doi:10.1484/J.RB.4.0085
- Jennings, Margaret (1977). «Tutivillus: The Literary Career of the Recording Demon». UNC Press. 74 (5): 1-95. doi:10.2307/417395
- Ladislas, Gabriel Astrik (1964). «Les écoles de la cathédrale de Notre-Dame et le commencement de l'université de Paris». Revue 'd'hitoire de l'Église de France. 50 (147): 73-98. doi:10.3406/rhef.1964.1730
- Lindsay, W. M. (1909). «The Bobbio Scriptorium. Its early minuscule abbreviations». Zentralblat für Bibliothekswesen. 26
- Luaces, Joaquín Yarza (1994). «El diablo en los manuscritos monasticos medievales» (PDF). Codex aquilarensis: Cuadernos de investigación del Monasterio de Santa María la Real (11): 103-130
- Melve, Leidulf (2006). «The revolt of the medievalists. Directions in recent research on the twelfth-century renaissance». Journal of Medieval History. 32 (3). doi:10.1016/j.jmedhist.2006.07.006
- Menéndez Pidal, Gonzalo (1951). «Como trabajaron las escuelas alfonsíes». Nueva revista de filología hispánica. 5 (4). doi:10.24201/nrfh.v5i4.196
- Miglioli, Jorge (2010). «Dominação burguesa nas sociedades modernas» (PDF). Crítica Marxista. 22. ISSN 0104-9321
- Neri, Christiane Soares Carneiro (2013). «Feminismo na Idade Média: conhecendo a cidade das damas». Revista Gênero e Direito. 1: 68-85
- Newton, Francis (1997). «New lights on the scriptorium of Monte Cassino and the development of the Beneventan script in the eleventh century». Gazette du livre médiéval. doi:10.3406/galim.1997.1388
- Newton, Francis (1976). «The Desiderian Scriptorium at Monte Cassino: The "Chronicle" and Some Surviving Manuscripts». Dumbarton Oaks. doi:10.2307/1291388
- Oliveira, Terezinha (2012). «Considerações sobre o trabalho na idade média: intelectuais medievais e historiografia». Revista de História (166): 109-128. doi:10.11606/issn.2316-9141.v0i166p109-128
- Oliveira, Terezinha (2007). «Origem e memória das universidades medievais a preservação de uma instituição educacional». Varia Historia. 23 (37): 113-129
- Pächt, Otto (1970). «Early Italian nature studies and the early calendar landscape». Journal of the Warburg and Courtald Institute. 13 (1-2): 13-47. doi:10.2307/750141
- Pandiello, María (2016). «Las imágenes de La Crónica Geral de Espanha de 1344 (Ms. 1 Azul de la Academia de Ciências). Filiaciones artísticas y pautas iconográficas». e-Spania. 25. doi:10.4000/e-spania.25893
- Pericão, Maria da Graça (2012). «A biblioteca da botica do Mosteiro de Santa Cruz de Coimbra» (PDF). Ágora. 14 (1): 27-43
- Ribeiro, Maria Eurydice de Barros (2002). «Tempo e espaço na cartografia medieval: séculos XII-XIII». Tempo (14): 11-26
- Ruano, Eloy Benito (2000). «Ámbito y ambiente de la "Escuela de Traductores de Toledo"». Espacio, Tiempo y Forma, Serie III, Ha. Medieval (13): 13-28. doi:10.5944/etfiii.13.2000.3653
- Santos, Dulce O. Amarante (2010). «Saúde e dietética na medicina preventiva medieval: o regimento de saúde de Pedro Hispano (século XIII)» (PDF). História, Ciências, Saúde. 17 (2): 333-342. Consultado em 4 de setembro de 2018
- Stones, Alison (1 de junho de 2014). «Scriptorium: the term and its history». Perspective. Actualité en histoire de l’art (em inglês): 113-120. doi:10.4000/perspective.4401
- Vadillo, Mônica Walker (2014). «La presentación o dedicación de manuscritos en la miniatura» (PDF). Revista Digital de Iconografía Medieval. 6 (11): 53-64
- Ziolowski, J.M. (2009). «Cultures of Authority in the Long Twelfth Century». Journal of English and Germanic Philology. 108 (4): 421-448. doi:10.1353/egp.0.0071

### Teses e Dissertações
- Corgosinho, Renato Cardoso (2013). O LIVRO DOS USOS DA ORDEM DE CISTER: Edição e estudo paleográfico de um excerto com base em dois manuscritos portugueses do século XV (PDF) (Tese de Doutorado). Belo Horizonte: Pontifícia Universidade Católica de Minas Gerais.
- Fontes, Leonardo (2017). Que Ffuese Ffecho por Escripto Para Ssienpre: O Scriptorium Régio e a Cultura Escrita no Reinado de Afonso X (Castela e Leão, 1252-1284) (PDF) (Tese de Doutorado). Niterói: Universidade Federal Fluminense.
- Leite, Lucimara (2008). Christine de Pizan: uma resistência na aprendizagem da moral de resignação (Tese de Doutorado). São Paulo: USP.
- Trindade, Lisana (2014). Edições e estudo do livro dos usos da ordem de cister, de 1415 (PDF) (Tese de doutorado). USP

### Livros e capítulos de livros
- Alexander, Jonathon (1992). Medieval Illuminators and their Methods of Work. New Haven: Yale University Press. ISBN 9780300060737
- Bentivoglio, Julio; Tozzi, Verónica (2017). Do Passado Histórico ao Passado Prático: 40 anos de Meta-História. Serra: Milfontes. ISBN 978-85-94353-00-9
- Biggs, John; Davis, Richard (2002). The subversion of Australian universities. Wollongong: Wollongong. ISBN 978-1-889298-03-0
- Canfora, Luciano (2002). Il copista come autore. Palermo: Sellerio. ISBN 9782914777872
- Chazan, Mereille (2006). «La méthode critique au moyen âge.». In:  Chazan, Michelle; Dahan, Gilbert. La méthode critique au moyen âge. Turnhout: Brepols. ISBN 978-2-503-52335-4
- Dias, José Geraldo Amadeu Coelho (2011). Quando os copistas eram uma civilização... Beneditinos: espírito, alma e corpo. Porto: Afrontamento. ISBN 978-972-36-1219-6
- Drogin, Marc (1980). Medieval Calligraphy: Its History and Technique. Londres: Prior, and Monclair. ISBN 9780486261423
- Du Cange, Charles du Fresne (1887). Glossarium mediae et infimae latinitatis. Niort: L. Favre. ISBN 9781146819015
- Eco, Umberto (1986). O Nome da Rosa. Rio de Janeiro: Record. ISBN 9788497592581
- Ferrante, Joan M. (1980). The education of Women in the Middle Ages in Theory, Fact and Fantasy. Nova York: New York University Press. ISBN 978-1138867826
- Gianez, Bruno (2014). «A Escrita da História na Idade Média: modelos historiográficos ibéricos nos séculos XIII-XIV - o scriptorium de Afonso X e as compilações da crónica de 1344.». In:  Silva, Ana Rosa Coclet; Nicolazzi, Fernando; Pereira, Mateus. Contribuições à história da historiografia luso-brasileira. São Paulo: Hucitec. pp. 77–107. ISBN 9788564806405
- González, S.V (1998). Traductores en la escuela de Toledo. La Escuela de Traductores de Toledo en la Historia del Pensamiento. Toledo: Hucitec. pp. 49–86. ISBN 9788487515408
- Haskins, Charles (1927). The Renaissance of the Twelfth Century. Cambridge: Harvard University Press. ISBN 9780674760752
- Leandro, San; Isidoro, San; Fructuoso, San. (1971). «Reglas monásticas de la España visigoda. Los tres libros de las "Sentencias".». In:  MELIA, Ismael Roca. Introducciones, versiones y notas de Julio Campos Ruiz. Madrid: BAC. pp. 91–125
- Le Goff, Jacques (2017). Os Intelectuais na Idade Média. Rio de Janeiro: José Olympio. ISBN 978-8503007511
- Matos, Vera de (2017). «Do risorgimento à república: a Itália em busca de uma identidade nacional». Pessoas e ideias em trânsito: percursos e imaginários. (PDF). Coimbra: Imprensa da Universidade de Coimbra. pp. 125–153. ISBN 978-989-26-1362-8
- Martín, Francisco Moreno (2017). «Reflexiones en torno al scriptorium de Valeranica y a los fundamentos de la edilicia monástica de la Castilla condal». In:  Saloma, Martín. El mundo de los conquistadores. Ciudad de México: UNAM. pp. 308–338. ISBN 9788477378884
- Montalembert, The Count Of (1879). The Monks of the West: from St. Bennedict to St. Bernard. Londres: William Blackwood and Sons. ISBN 978-1175399366
- Morrison, Karl F. (1990). History as a Visual Art in the Twelfth-Century Renaissance. Princeton: Princeton University Press. ISBN 978-1-4008-6118-7
- Martínez, Salvador H. (2010). Alfonso X, the Learned: A Biography. Boston: BRILL. ISBN 9789004181472
- Ordóñez, Inéz Fernández (2009). Las Estórias de Alfonso el Sábio. Alicante: Istmo. pp. 77–107
- Pertz, Giorgius Henricus (1863). Monumenta Germaniae Historica. Hannover: LL 3. p. 589. ISBN 3-7772-5205-0
- Pollard, Justin (2015). The World of Vikings. São Francisco: Chronicle Books. ISBN 978-1-4521-4545-7
- Sáinz, J. (1999). Arte prerrománico en Castilla y León. Leon: Lancia. ISBN 9788481770292
- Moore, Tomm; Stewart, Ross; Scherrer, Eloise (2014). Designing the Secret of Kells. Chicago: Cartoon Saloon. ISBN 0992916305
- Teodoro, Leandro Alves (2012). A escrita da história entre monges e leigos. Portugal - séculos XIV e XV. São Paulo: Editora Unesp. ISBN 9788539303496
- Wade-Evans, A.W. (1923). Rhygyavarch's Life of St David. [S.l.]: Rhwymbooks
- Wolter-von dem Knesebeck, Harald (2003). «Buchkultur im geistlichen Beziehungsnetz. Das Helmarshausener Skriptorium im Hochmittelalter». In:  Baumgärtner, Ingrid. Helmarshausen. Buchkultur und Goldschmiedekunst im Hochmittelalter. Kassel: Euregio. pp. 77–122. ISBN 3-933617-16-2
- Worm, Andrea (2003). Das Helmarshausener Evangeliar in Gnesen. Bildprogramm und Ikonographie. [S.l.]: Verlag für Kunstwiss. ISBN 9783871572067

### Páginas da Web
- Andrés, Javier Pérez (2018). «Umberto Eco era un devoto del Beato de Tábara». Consultado em 2 de setembro de 2018. Cópia arquivada em 3 de setembro de 2018
- Davis, Robert (15 de fevereiro de 2018). «Women Scribes: The Technologists of the Middle Ages». The New Inquiry. Consultado em 4 de maio de 2018. Cópia arquivada em 27 de julho de 2018
- Gómez, Irene (2016). «El Scriptorium, inspirador de Umberto Eco». Consultado em 2 de setembro de 2018. Cópia arquivada em 1 de março de 2016
- Hudson, Alison (8 de março de 2017). «Female Scribes In Early Manuscripts». Medieval Manuscripts blog. Consultado em 4 de maio de 2018. Cópia arquivada em 3 de janeiro de 2018
- Gómez, Miguel C. Vivancos (2018). «Florencio de Valeránica». Consultado em 9 de julho de 2018. Cópia arquivada em 21 de agosto de 2018
- Lara, Vonne (7 de junho de 2018). «La extraña historia de Titivillus, el demonio de los errores ortográficos». Consultado em 22 de julho de 2018. Cópia arquivada em 25 de julho de 2018
- Loulé, Arquivo Municipal (15 de janeiro de 2011). «Scriptorium» (PDF). Consultado em 13 de julho de 2018. Cópia arquivada (PDF) em 27 de julho de 2018
- Troyes, Grand. «The library of Clairvaux in 1472». Cópia arquivada em 27 de julho de 2018
- Lor, Victoria (2018). «The Medieval Scribe and the Art of Writing». Consultado em 19 de julho de 2018. Cópia arquivada em 27 de julho de 2018
- Wiles, Kate (2014). «The medieval scriptorium was not necessarily the ordered hive of activity we have come to imagine». Consultado em 19 de julho de 2018. Cópia arquivada em 27 de julho de 2018